# Manduca

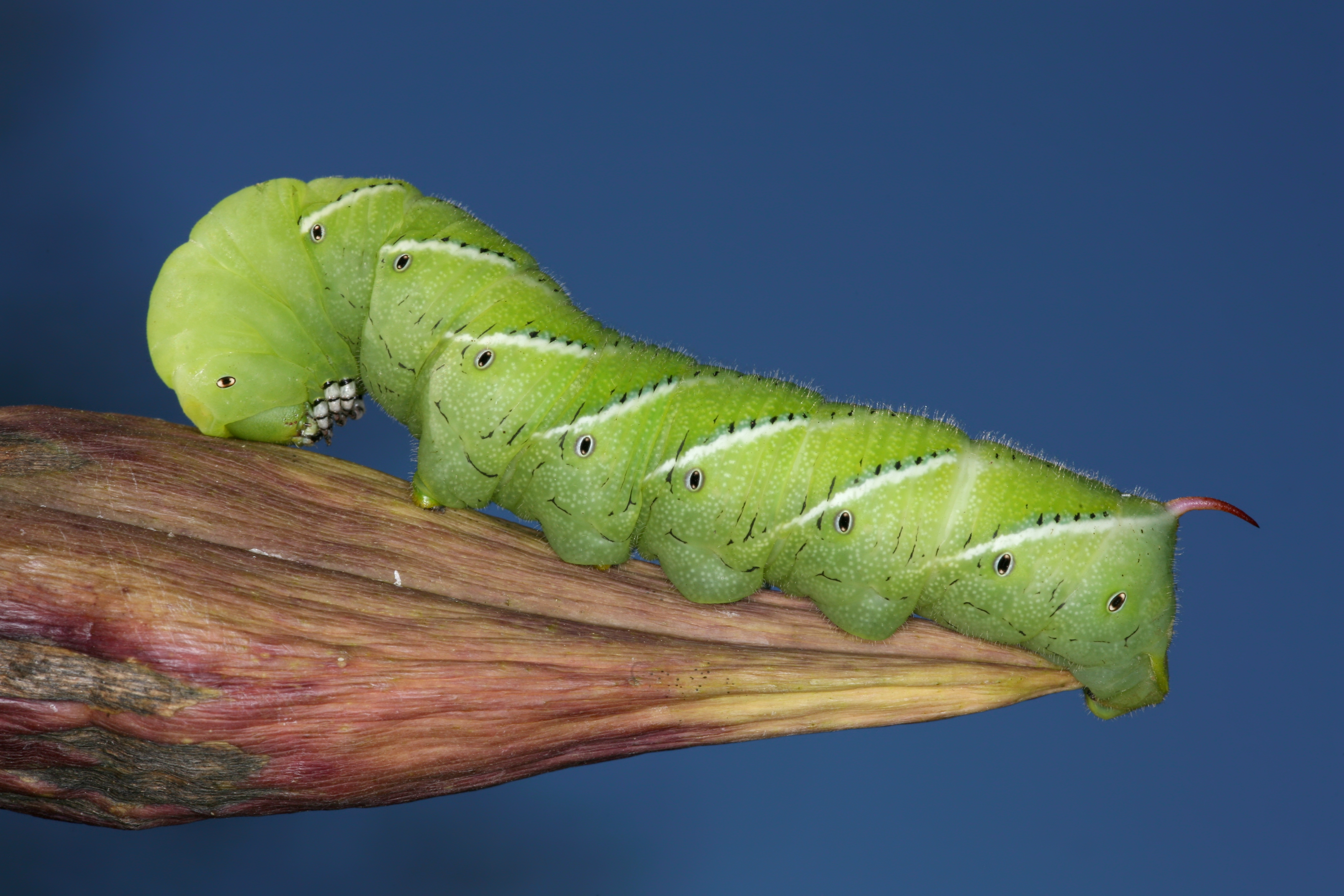
Raupe des Tabakschwärmers (Manduca sexta)

Manduca ist eine Gattung in der Schmetterlingsfamilie der Schwärmer (Sphingidae). Die Gattung ist relativ groß und umfasst 79 Arten mit zahlreichen Unterarten.

## Merkmale
Die Falter sind verhältnismäßig groß und kräftig gebaut. Ihr Saugrüssel ist gut entwickelt. Eindeutige Autapomorphien sind bei der heterogenen Gruppe nur schwer zu definieren. Hodges (1971) vermutet diese im Fehlen der Sporne an den Schienen (Tibien) der Vorderbeine und der ähnlich geformten Genitalien der Männchen.
Die Eier sind kugelig und zählen zu den größten der Schwärmer. Die Raupen haben den typischen Körperbau der Familie mit auffälligem Analhorn.

## Lebensweise
Die Arten der Gattung ernähren sich von einer großen Zahl verschiedener Pflanzenfamilien, häufig fressen sie jedoch an Nachtschattengewächsen (Solanaceae), Eisenkrautgewächsen (Verbenaceae), Raublattgewächsen (Boraginaceae) und Trompetenbaumgewächsen (Bignoniaceae). Die Verpuppung findet mehrere Zentimeter tief im Erdboden in einer Kammer statt. Die bisher bekannten Puppen haben frei liegende Rüsselscheiden, die bei vielen Arten stark hervorstehen.

## Vorkommen
Die meisten Arten der Gattung sind in der Neotropis verbreitet. In Nordamerika sind sieben Arten heimisch. Bei einer weiteren Art, Manduca occulta, wird dies vermutet; zwei Arten, Manduca albiplaga und Manduca lanuginosa sind nur als Irrgäste nachgewiesen.

## Systematik
Weltweit sind 79 Arten der Gattung bekannt:
- Manduca afflicta (Grote, 1865)
- Manduca albiplaga (Walker, 1856)
- Manduca albolineata (Gehlen, 1935)
- Manduca andicola (Rothschild & Jordan, 1916)
- Manduca armatipes (Rothschild & Jordan, 1916)
- Manduca aztecus (Mooser, 1942)
- Manduca barnesi (Clark, 1919)
- Manduca bergarmatipes (Clark, 1927)
- Manduca bergi (Rothschild & Jordan, 1903)
- Manduca blackburni (Butler, 1880)
- Manduca boliviana (Clark, 1923)
- Manduca brasiliensis (Jordan, 1911)
- Manduca brontes (Drury, 1773)
- Manduca brunalba (Clark, 1929)
- Manduca camposi (Schaus, 1932)
- Manduca caribbeus (Cary, 1952)
- Manduca chinchilla (Gehlen, 1942)
- Manduca clarki (Rothschild & Jordan, 1916)
- Manduca contracta (Butler, 1875)
- Manduca corallina (Druce, 1883)
- Manduca corumbensis (Clark, 1920)
- Manduca dalica (Kirby, 1877)
- Manduca diffissa (Butler, 1871)
- Manduca dilucida (Edwards, 1887)
- Manduca duquefi Haxaire & Vaglia, 2007
- Manduca empusa (Kernbach, 1965)
- Manduca exiguus (Gehlen, 1942)
- Manduca extrema (Gehlen, 1926)
- Manduca feronia (Kernbach, 1968)
- Manduca florestan (Stoll, 1782)
- Manduca fosteri (Rothschild & Jordan, 1906)
- Manduca franciscae (Clark, 1916)
- Manduca gloriosa Eitschberger & Haxaire, 2007
- Manduca gueneei (Clark, 1932)
- Manduca hannibal (Cramer, 1779)
- Manduca herbini Haxaire, 2013
- Manduca huascara (Schaus, 1941)
- Manduca incisa (Walker, 1956)
- Manduca janira (Jordan, 1911)
- Manduca jasminearum (Guérin-Méneville, 1832)
- Manduca johanni (Cary, 1958)
- Manduca jordani (Giacomelli, 1912)
- Manduca kuschei (Clark, 1920)
- Manduca lamasi Eitschberger & Haxaire, 2007
- Manduca lanuginosa (Edwards, 1887)
- Manduca lefeburii (Guérin-Méneville, 1844)
- Manduca leucospila (Rothschild & Jordan, 1903)
- Manduca lichenea (Burmeister, 1855)
- Manduca lucetius (Cramer, 1780)
- Manduca manducoides (Rothschild, 1895)
- Manduca monzoni Brechlin & Haxaire, 2022[3]
- Manduca morelia (Druce, 1884)
- Manduca mossi (Jordan, 1911)
- Manduca muscosa (Rothschild & Jordan, 1903)
- Manduca neglecta Haxaire & Vaglia, 2006
- Manduca occulta (Rothschild & Jordan, 1903)
- Manduca ochus (Klug, 1836)
- Manduca paphus (Cramer, 1779)
- Manduca peggyae Brechlin & Haxaire, 2022[4]
- Manduca pellenia (Herrich-Schäffer, 1854)
- Manduca prestoni (Gehlen, 1926)
- Manduca quinquemaculatus (Haworth, 1803)
- Manduca reducta (Gehlen, 1930)
- Manduca rustica (Fabricius, 1775)
- Manduca schausi (Clark, 1919)
- Manduca scutata (Rothschild & Jordan, 1903)
- Manduca sesquiplex (Boisduval, 1870)
- Tabakschwärmer (Manduca sexta) (Linnaeus, 1763)
- Manduca sinjaevi Brechlin, 2022[3]
- Manduca stuarti (Rothschild, 1896)
- Manduca trimacula (Rothschild & Jordan, 1903)
- Manduca tucumana (Rothschild & Jordan, 1903)
- Manduca undata (Rothschild & Jordan, 1903)
- Manduca vestalis (Jordan, 1917)
- Manduca violaalba (Clark, 1922)
- Manduca wellingi Brou, 1984
- Manduca winbrechlini Brechlin, 2022[3]
- Manduca yelai Brechlin & Haxaire, 2022[3]
- Manduca ziva Haxaire, 2014

## Galerie

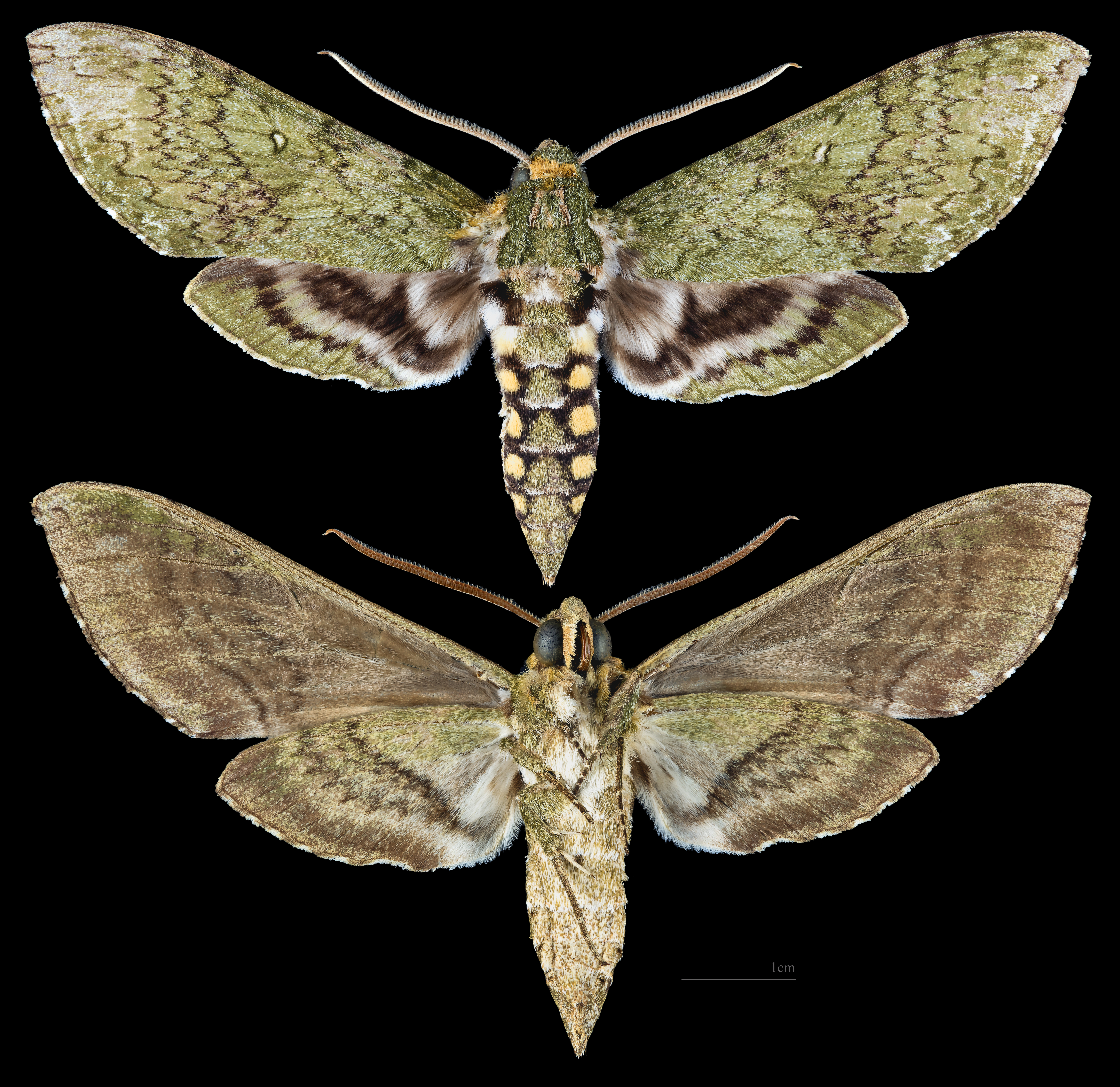
Manduca afflicta
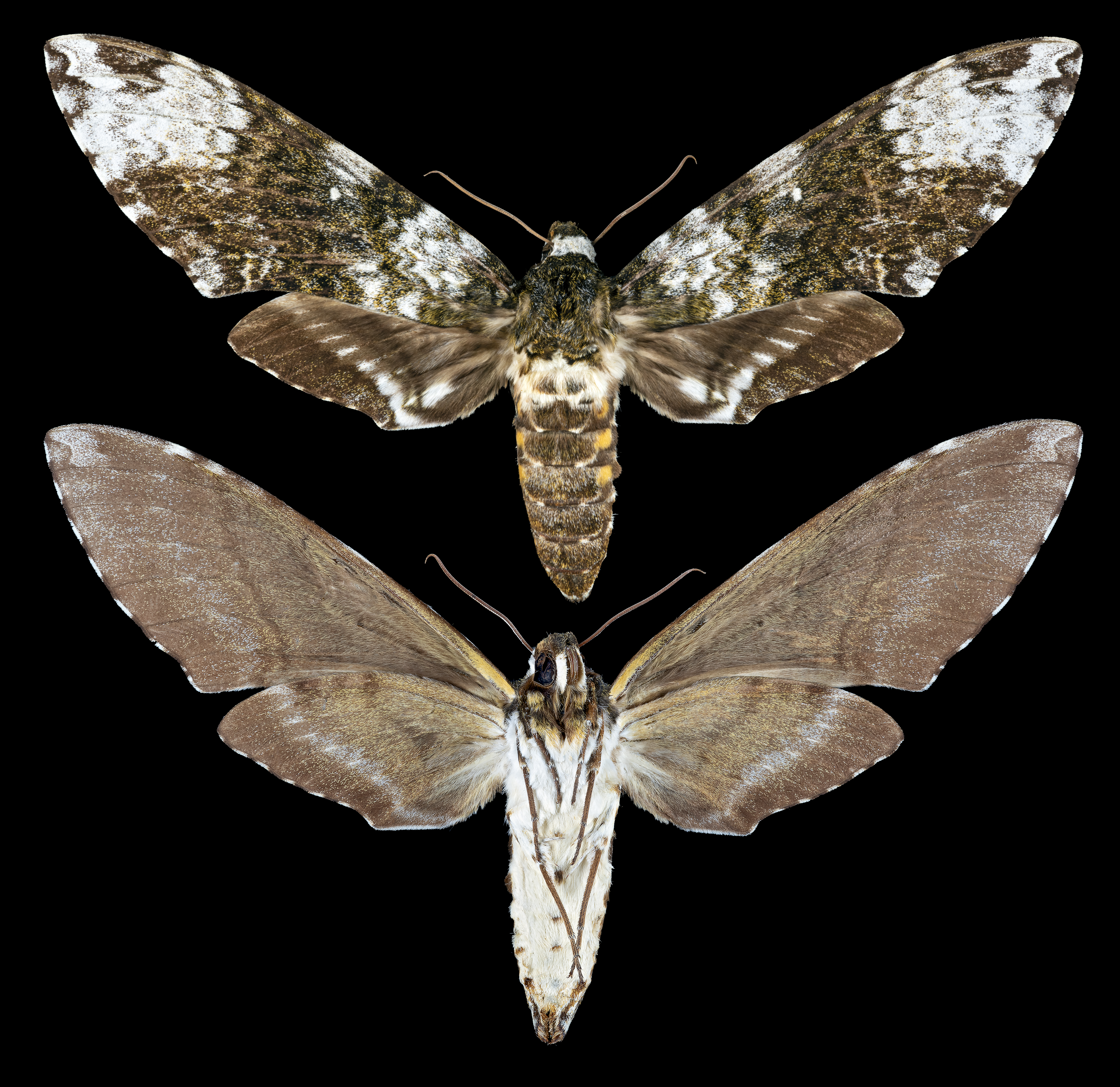
Manduca albiplaga
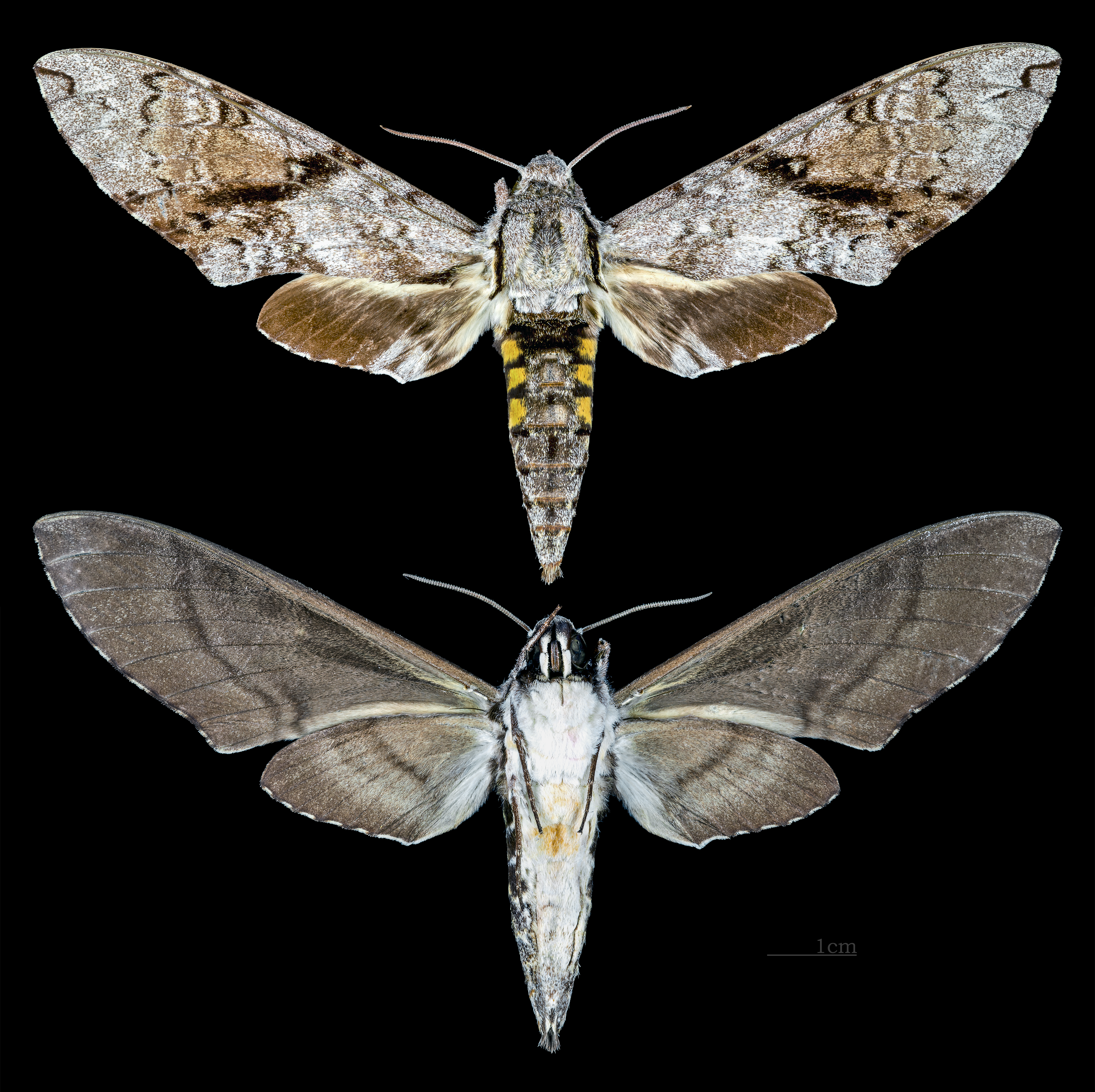
Manduca  andicola
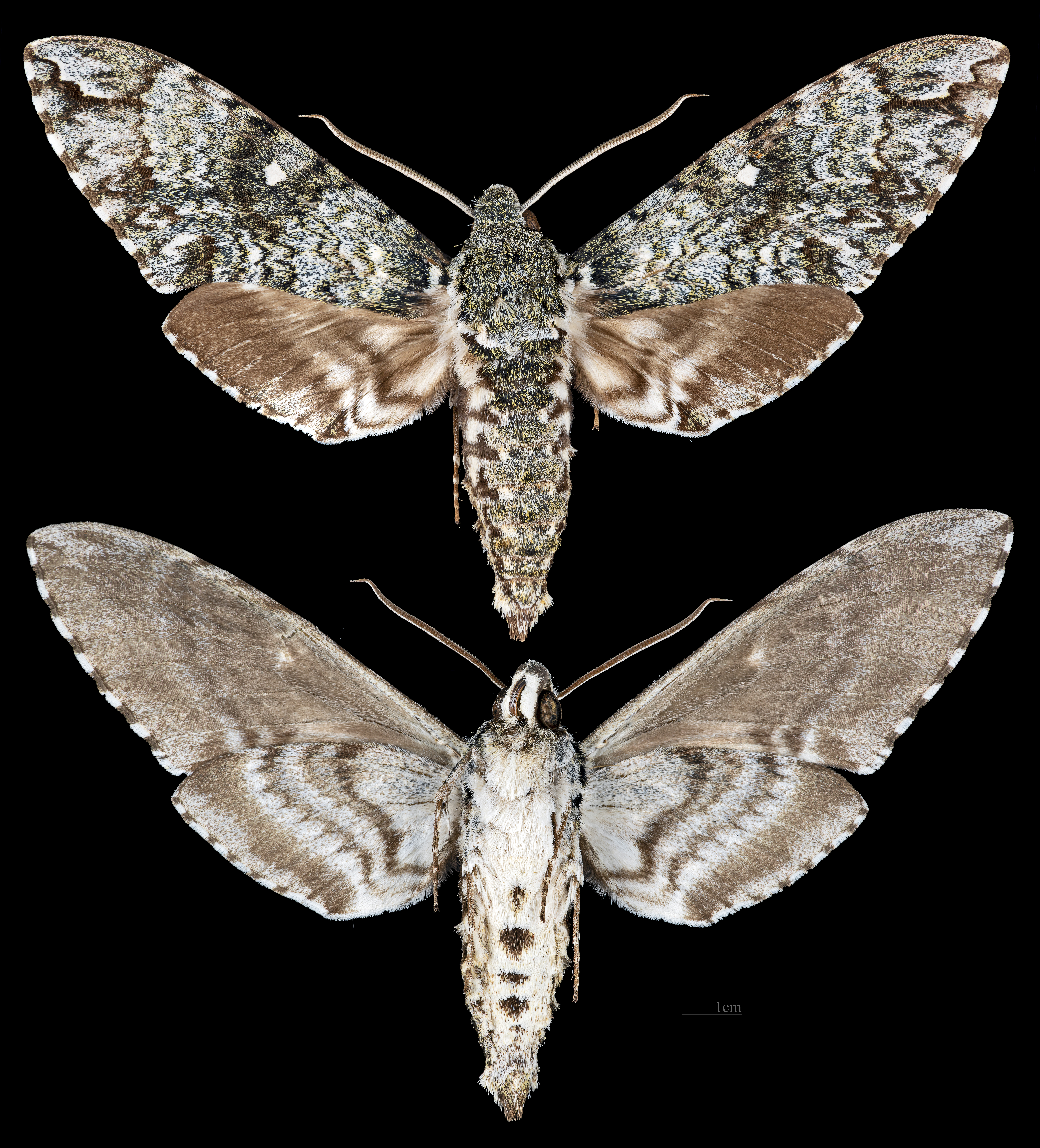
Manduca armatipes
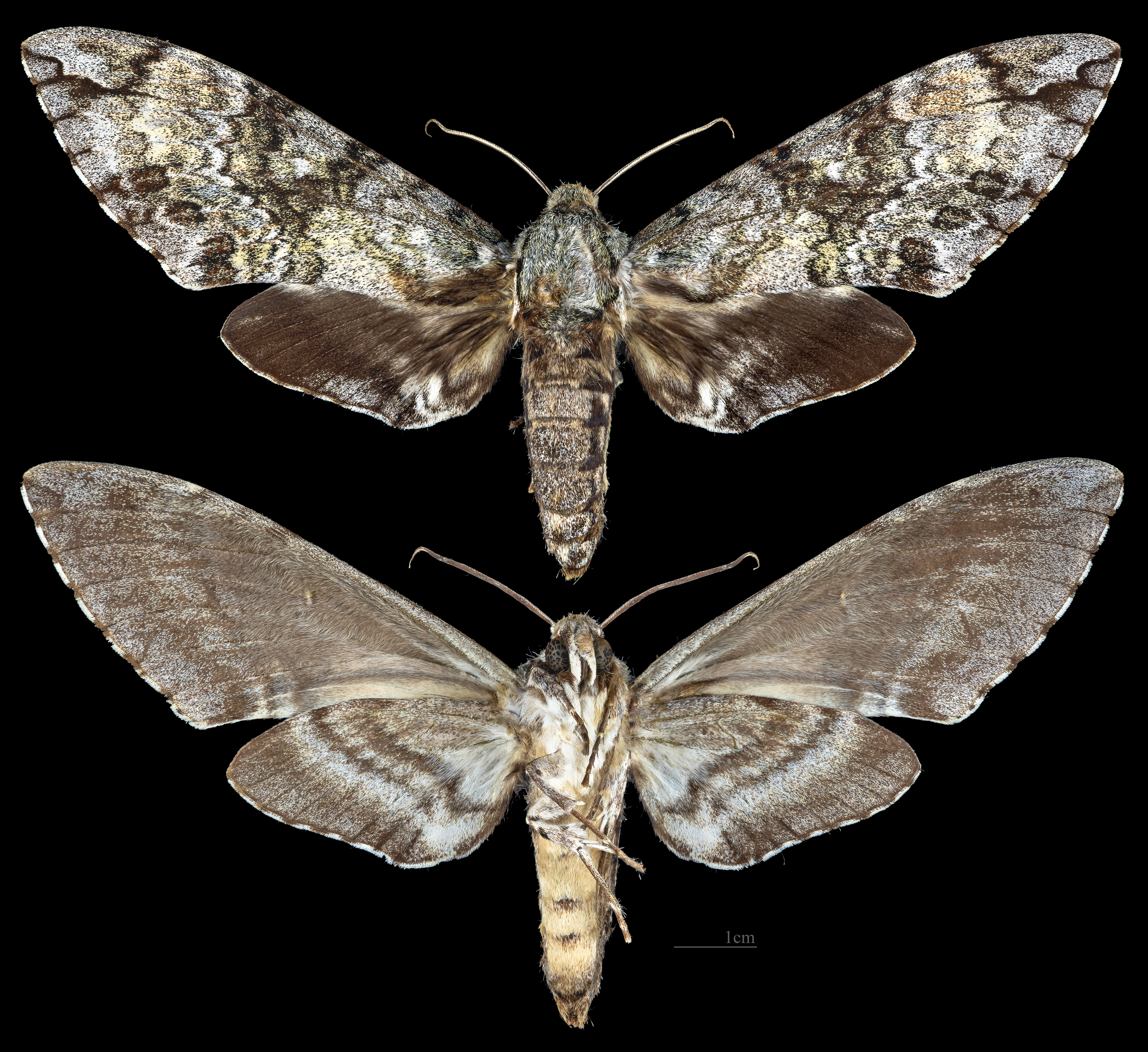
Manduca barnesi
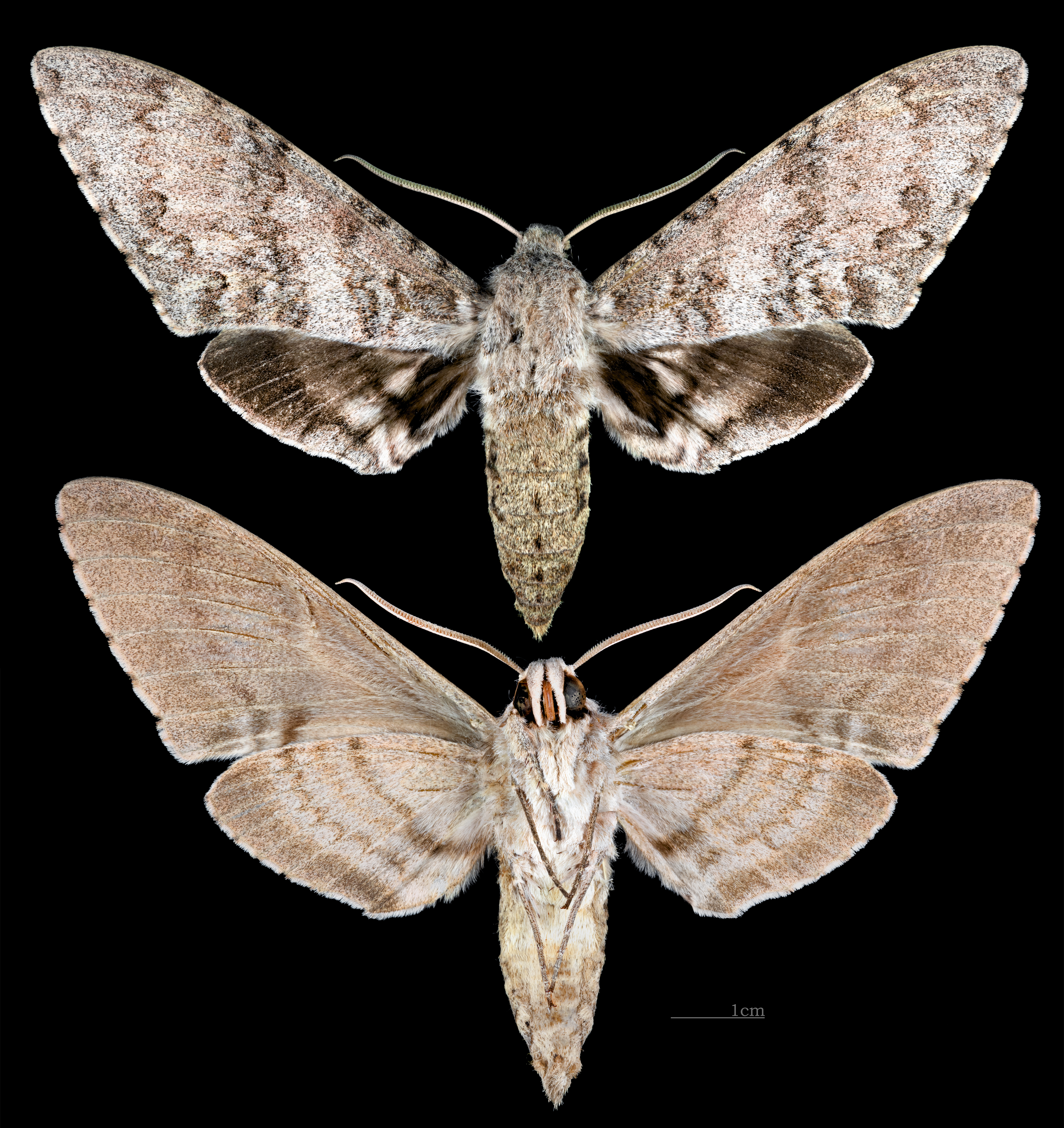
Manduca bergi
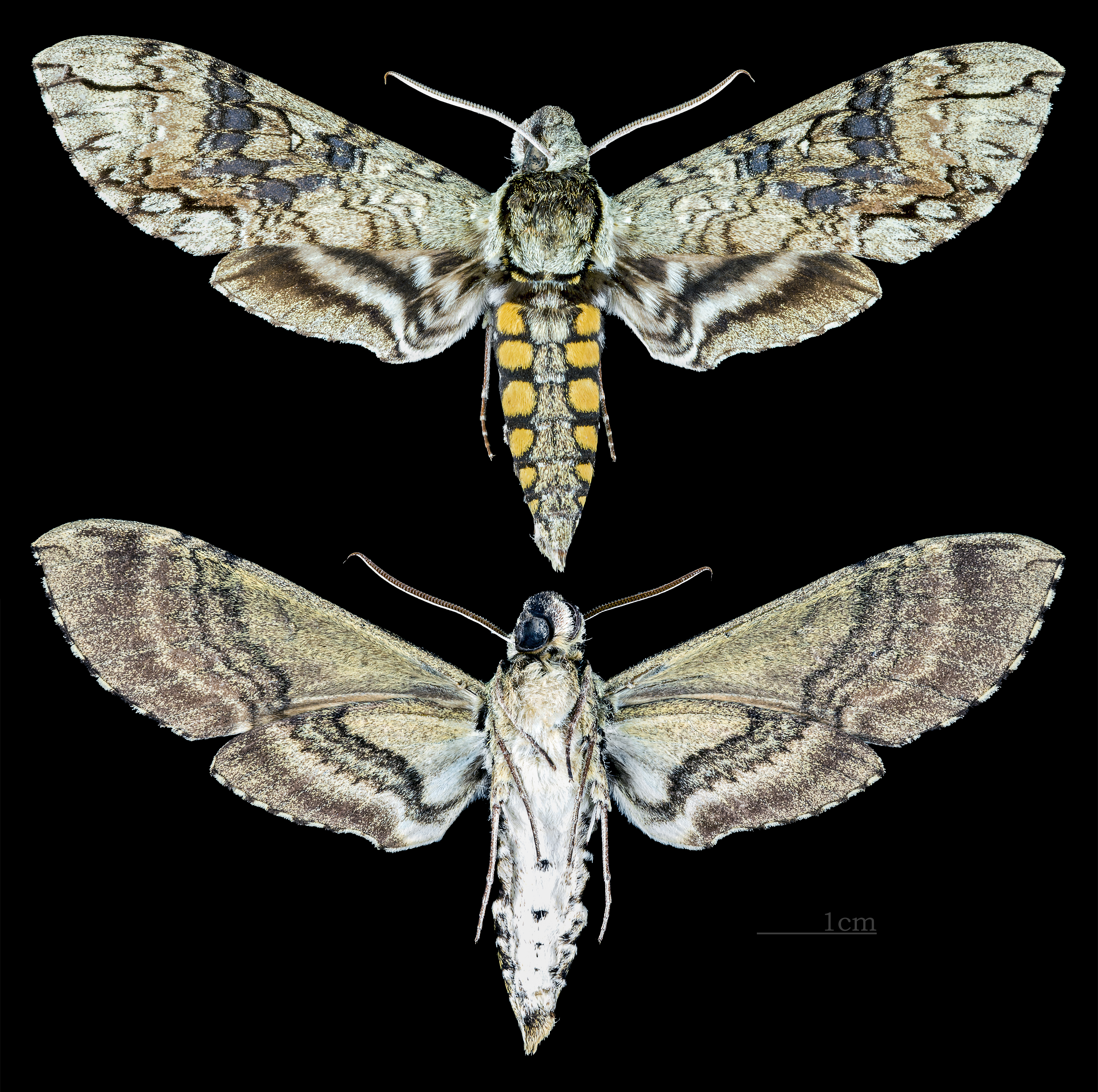
Manduca boliviana
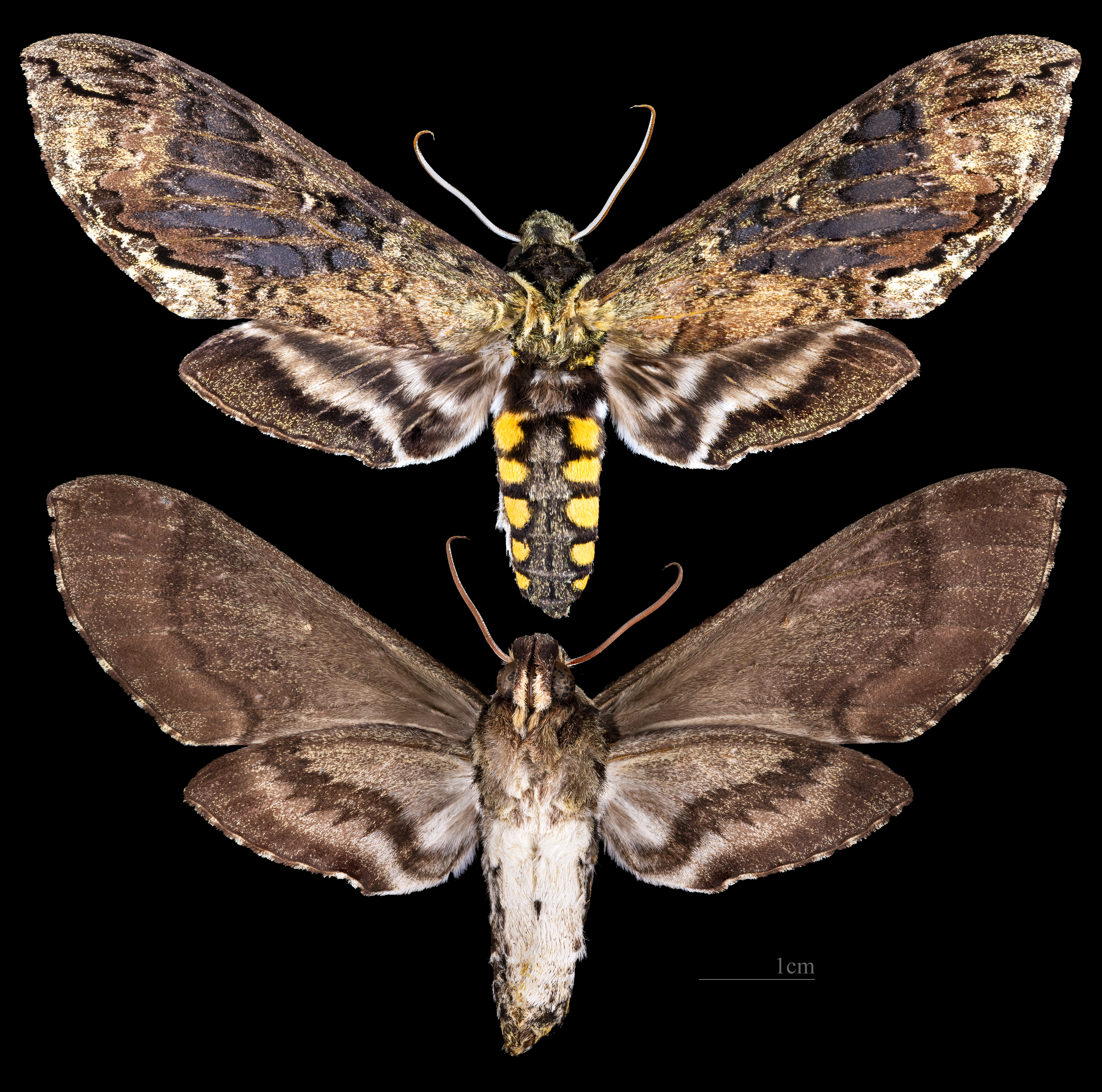
Manduca brasiliensis
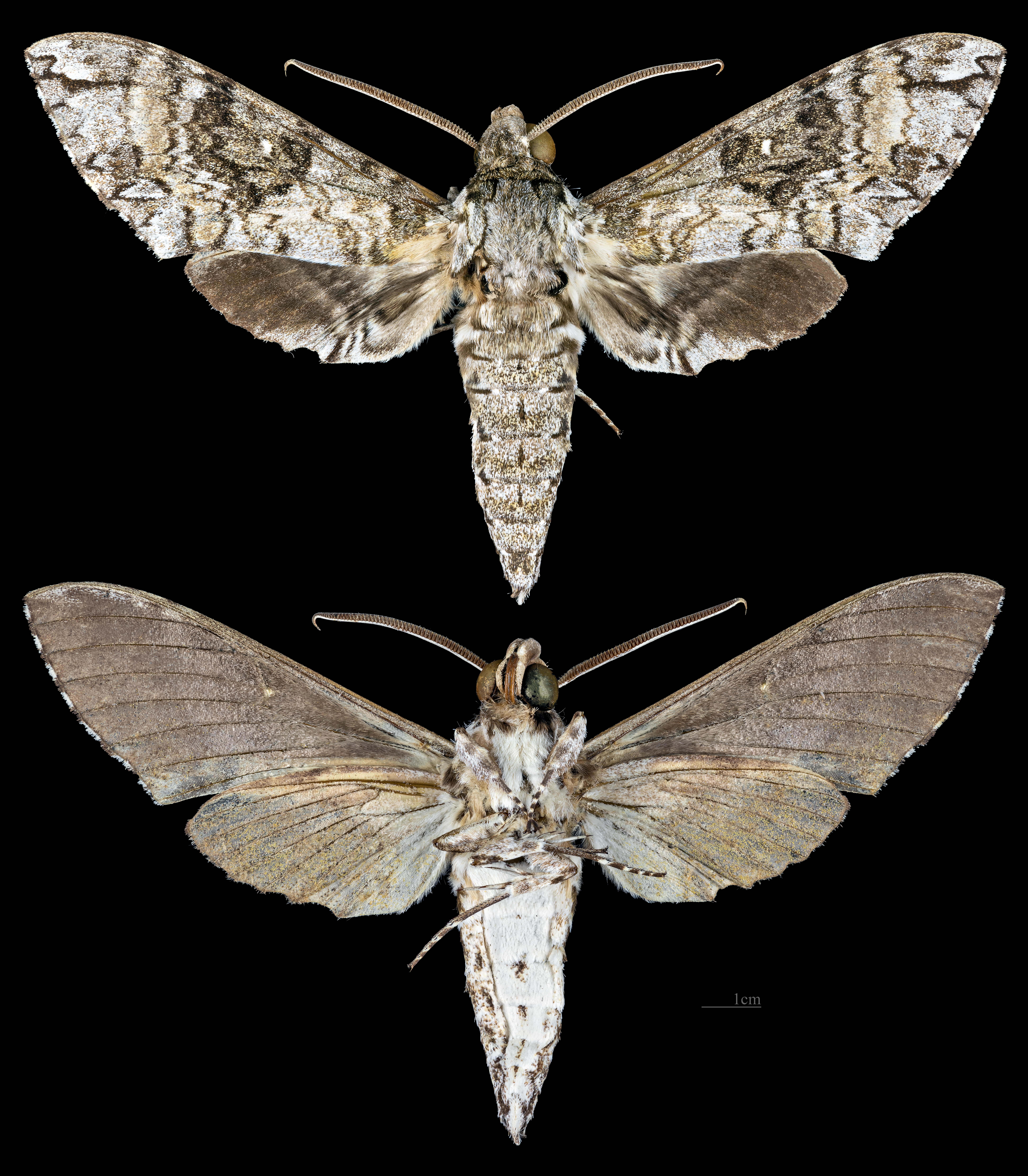
Manduca brontes
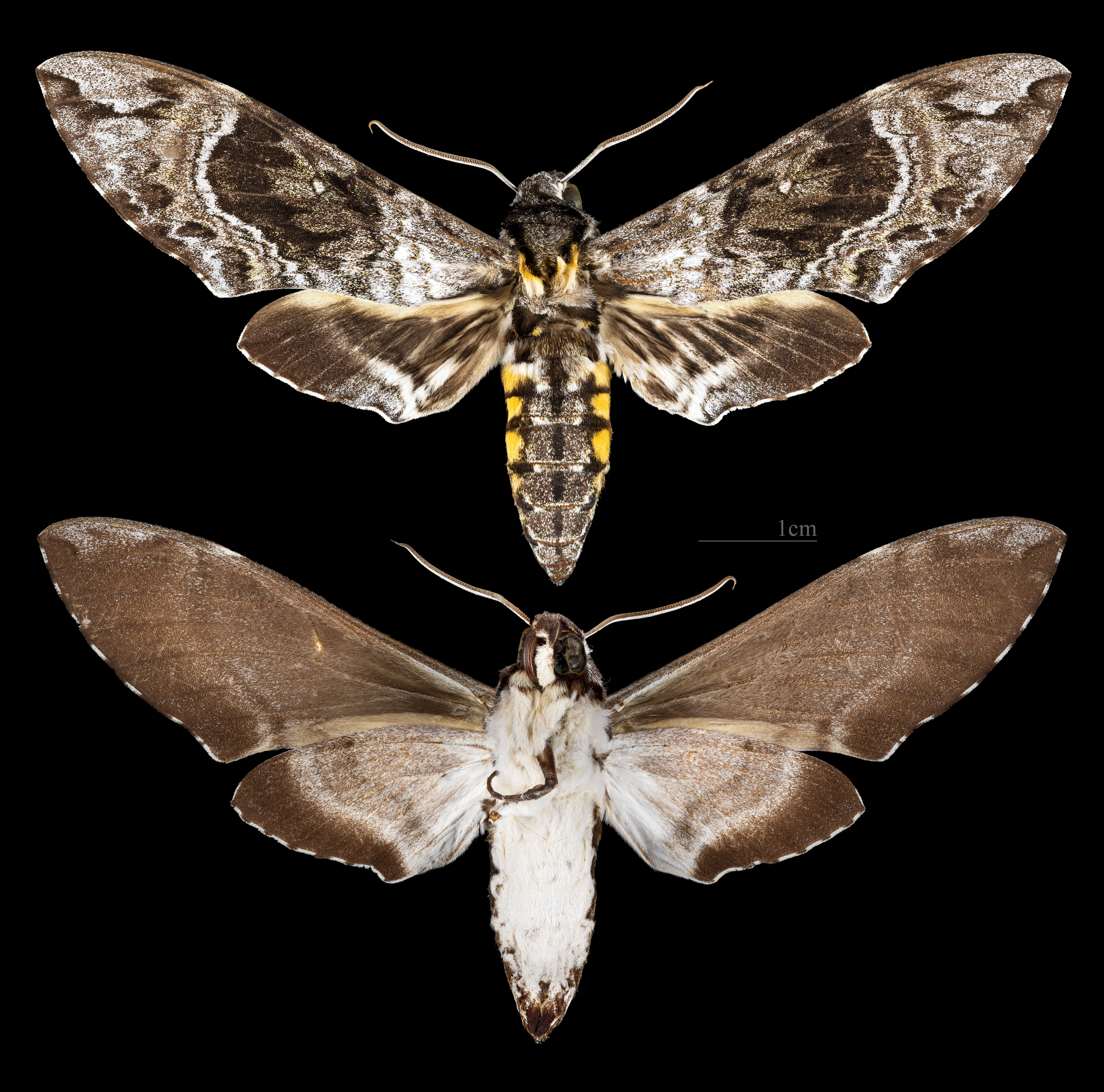
Manduca brunalba
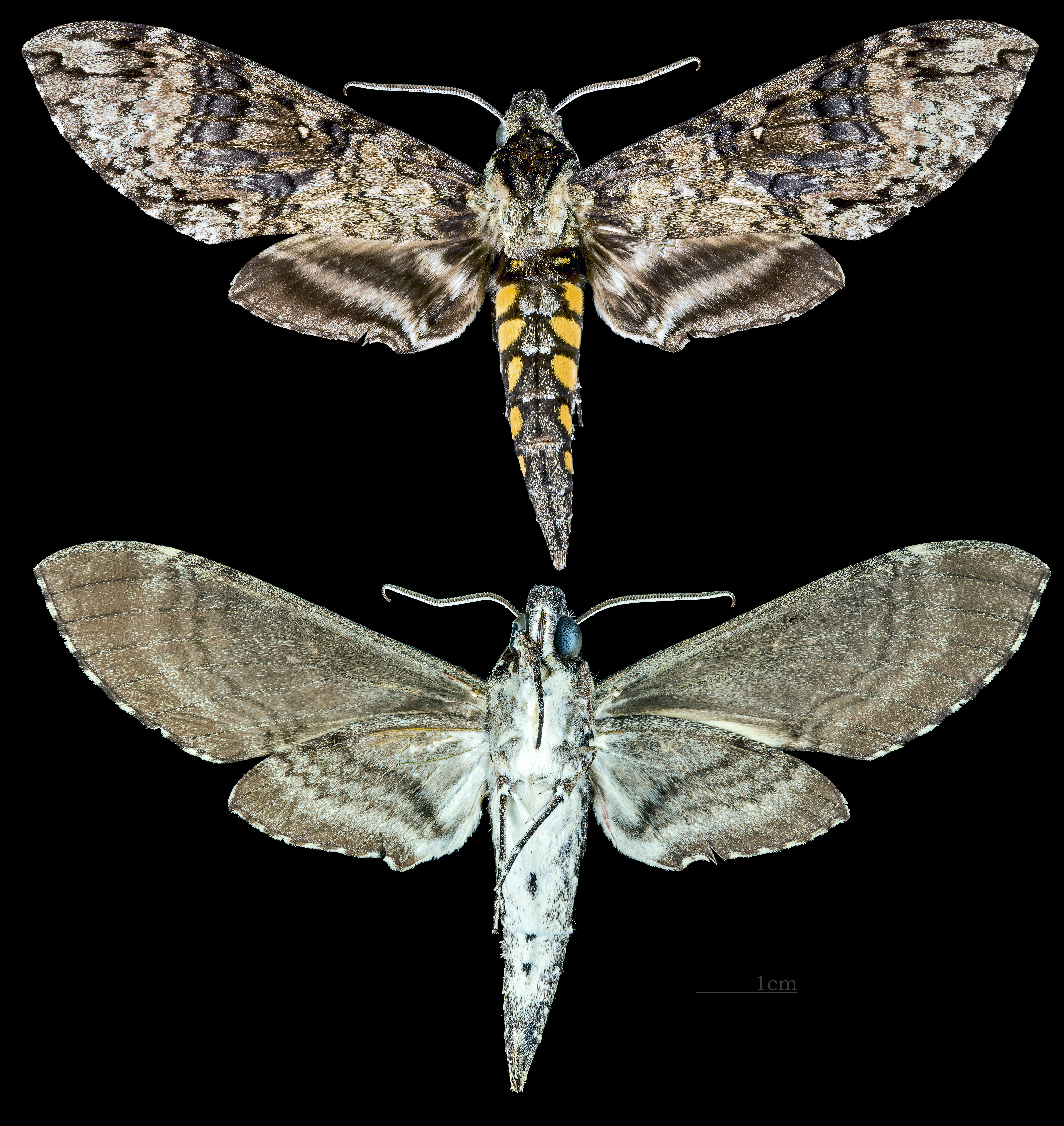
Manduca clarki
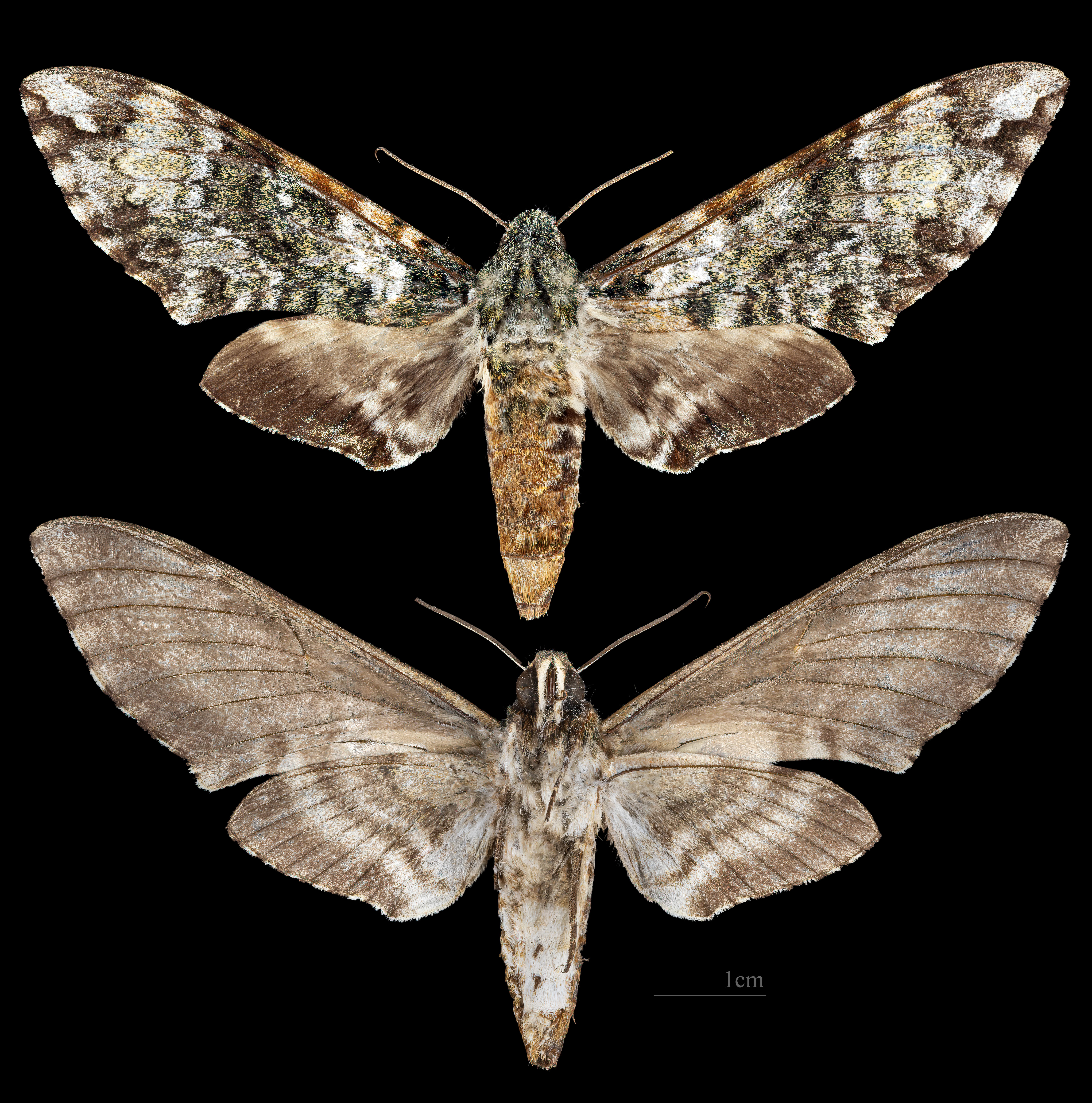
Manduca corallina
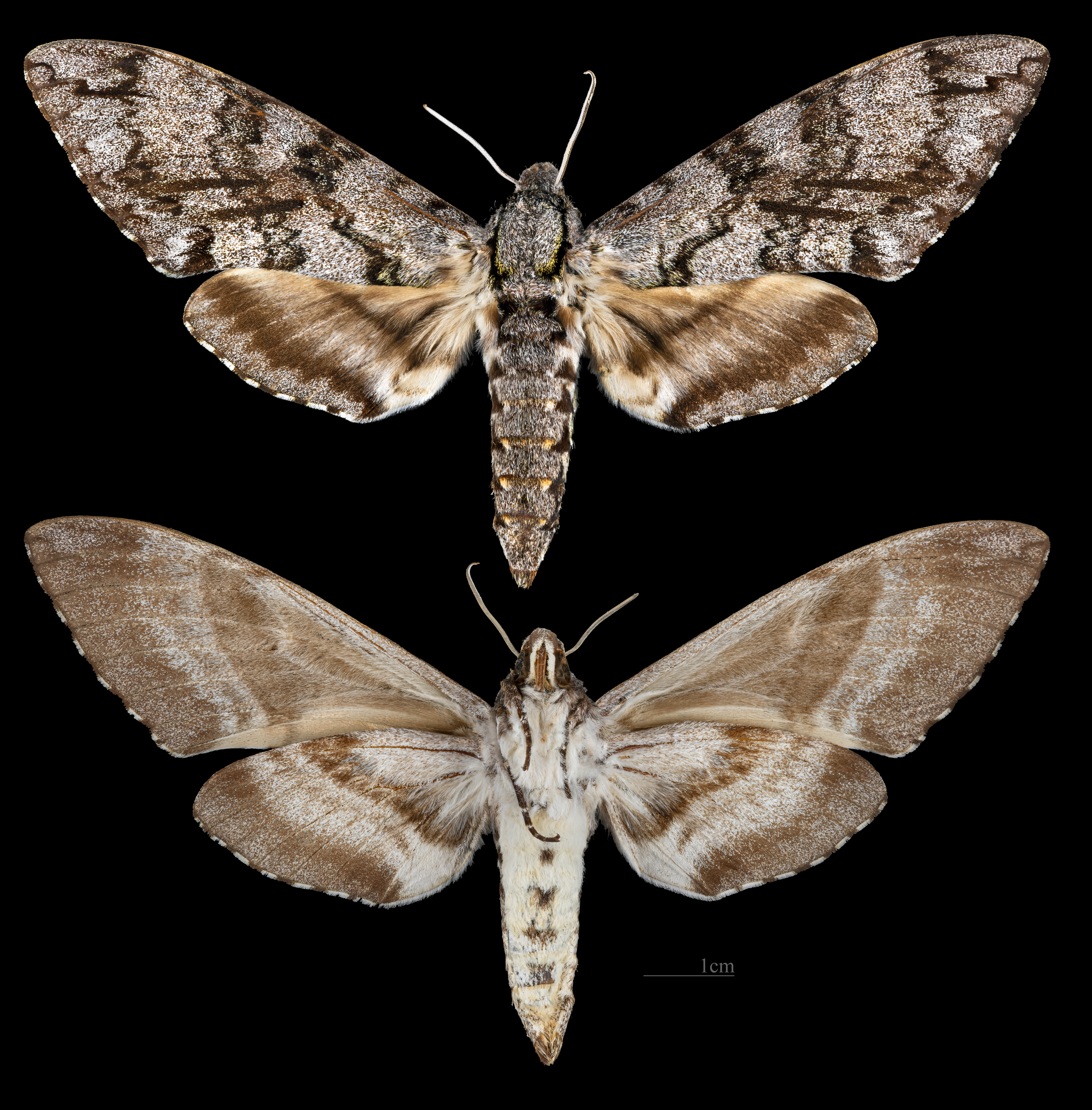
Manduca corumbensis
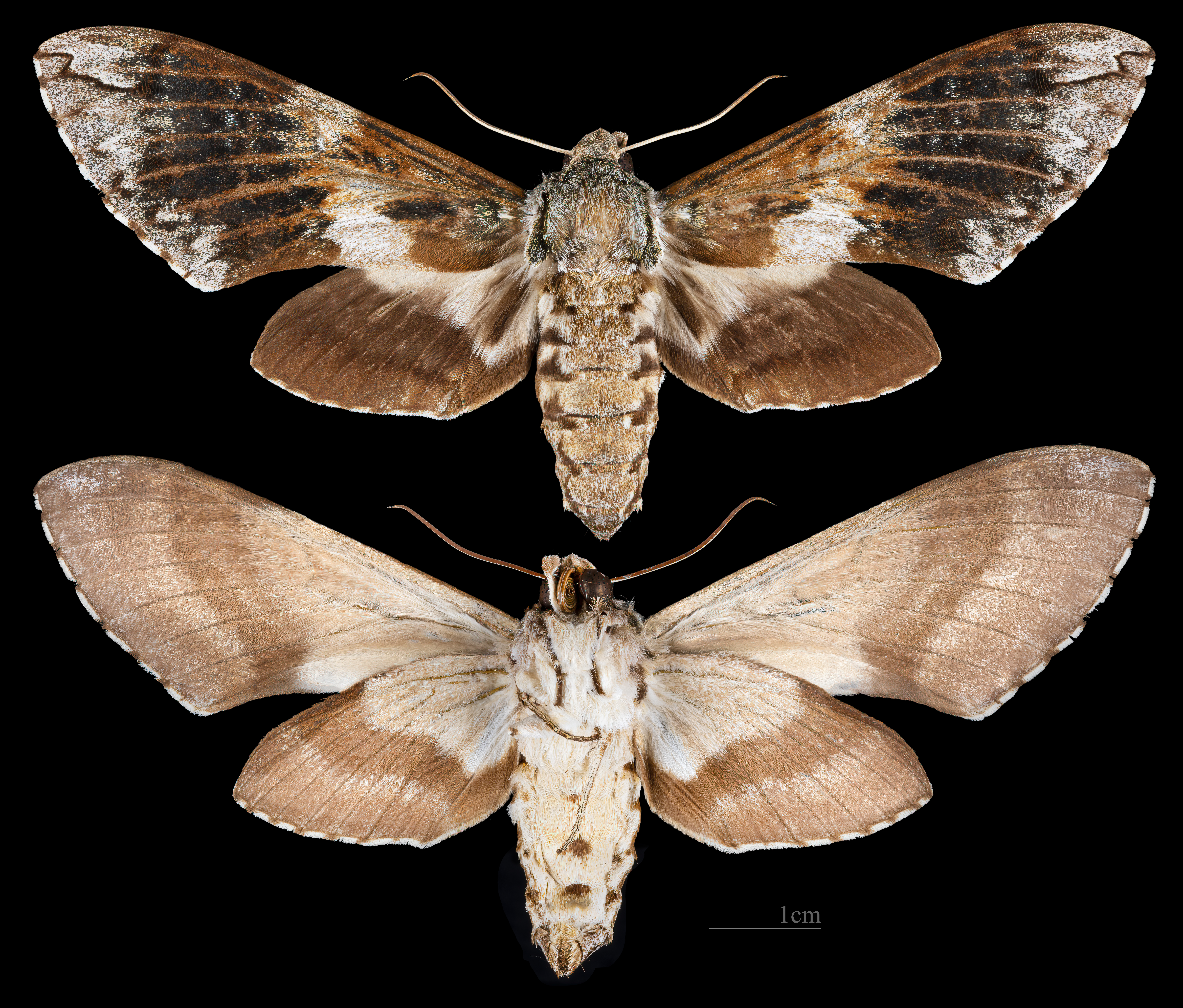
Manduca crocala
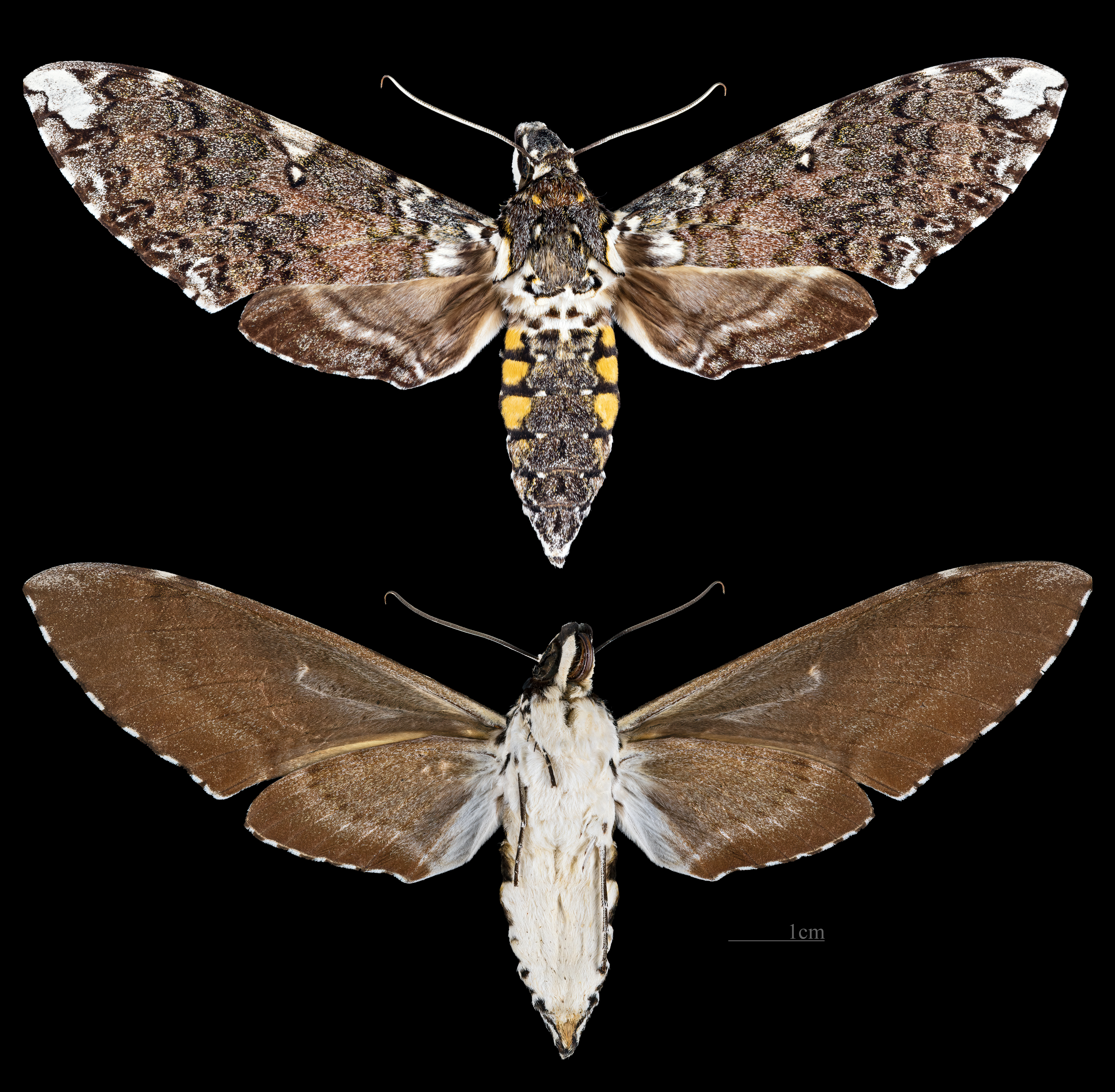
Manduca dalica
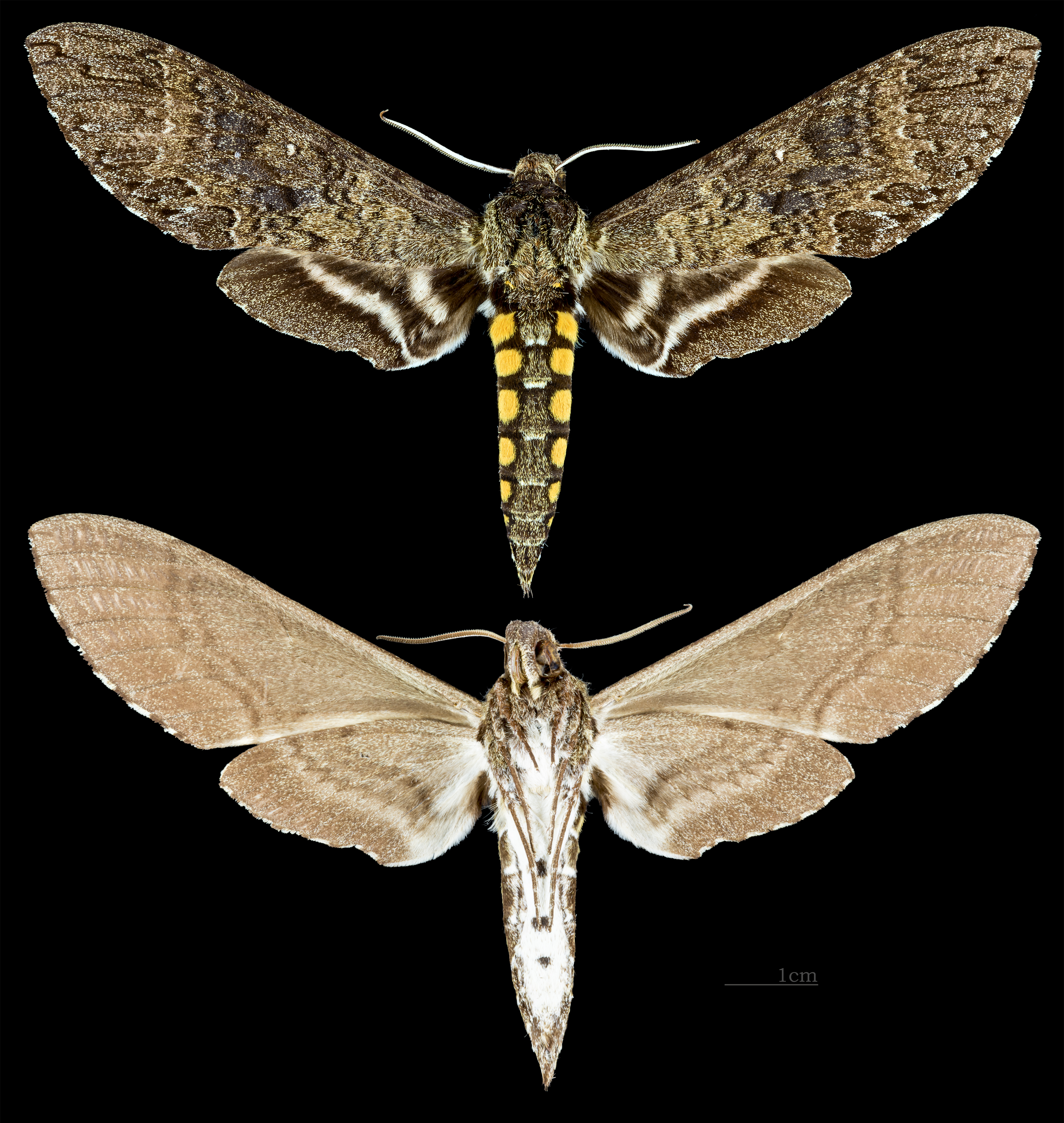
Manduca diffissa
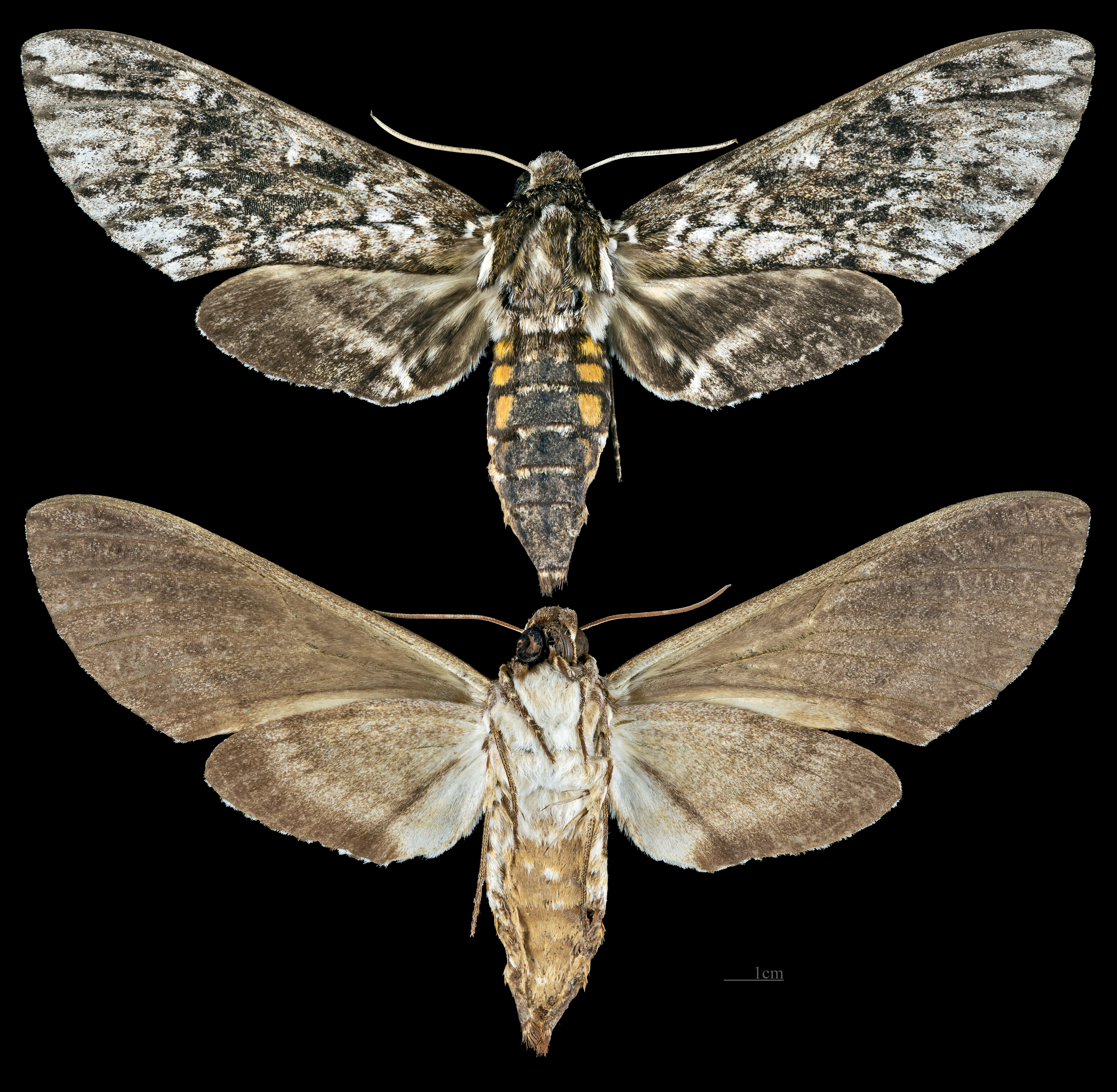
Manduca dilucida
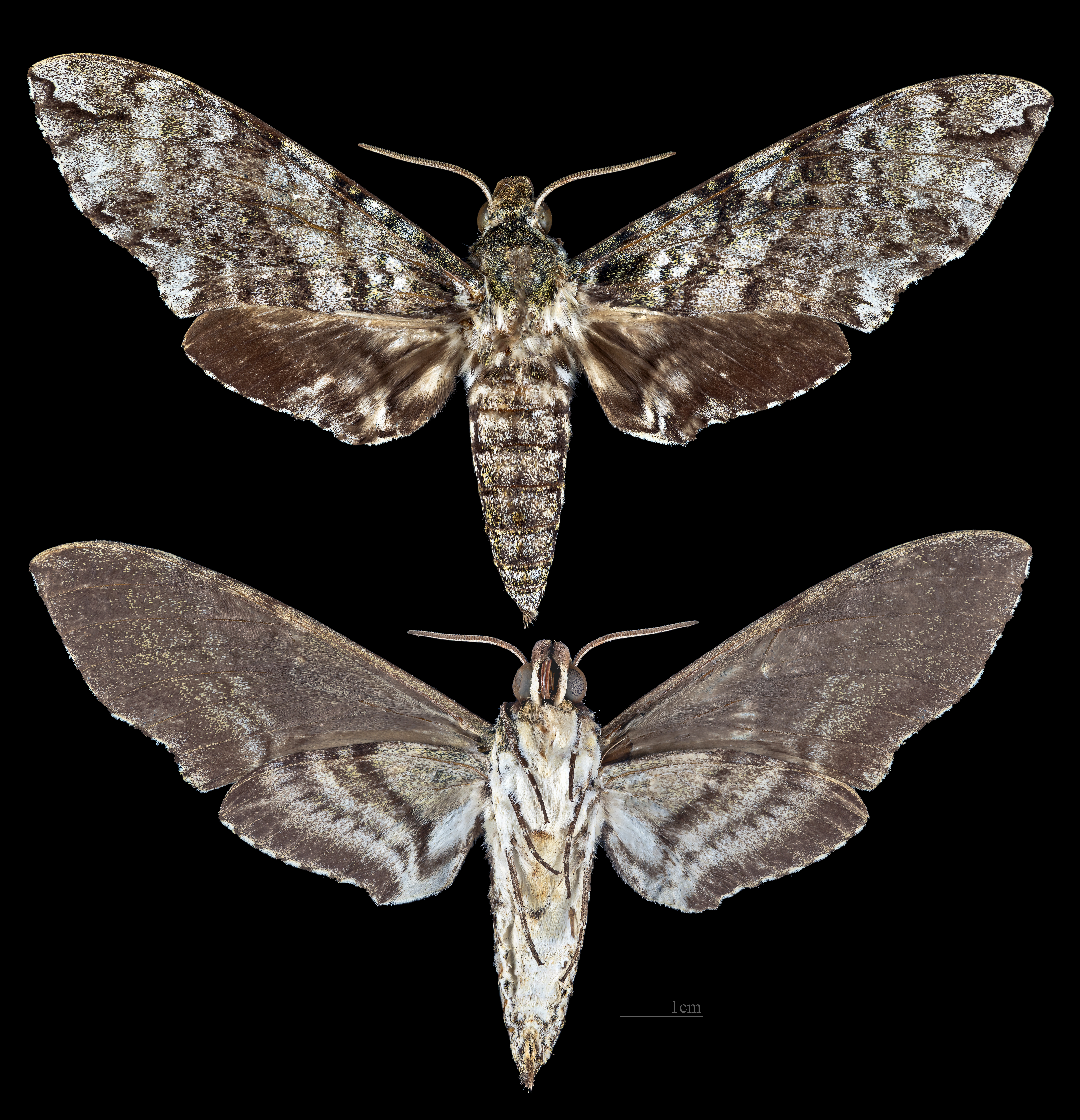
Manduca extrema
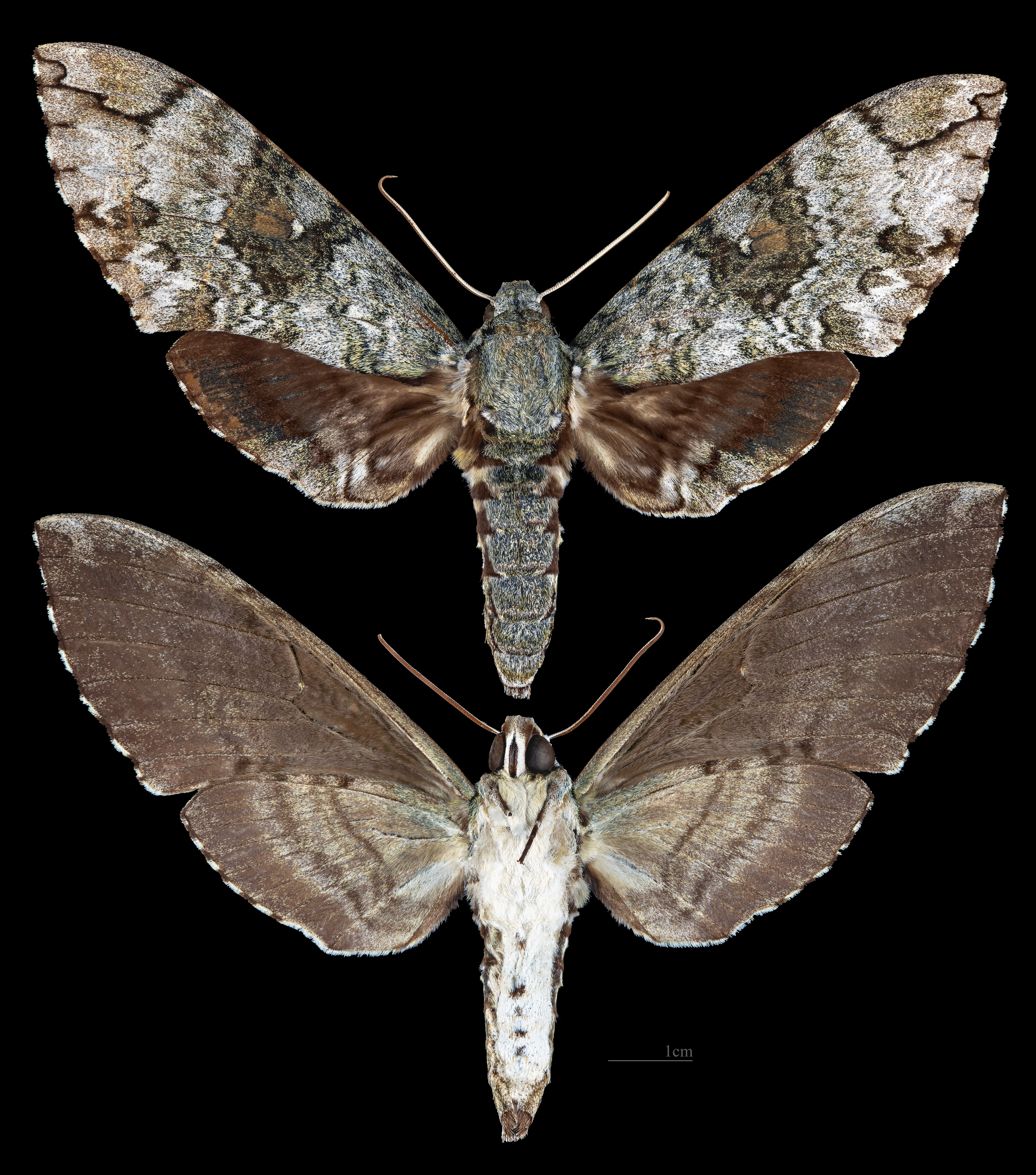
Manduca florestan
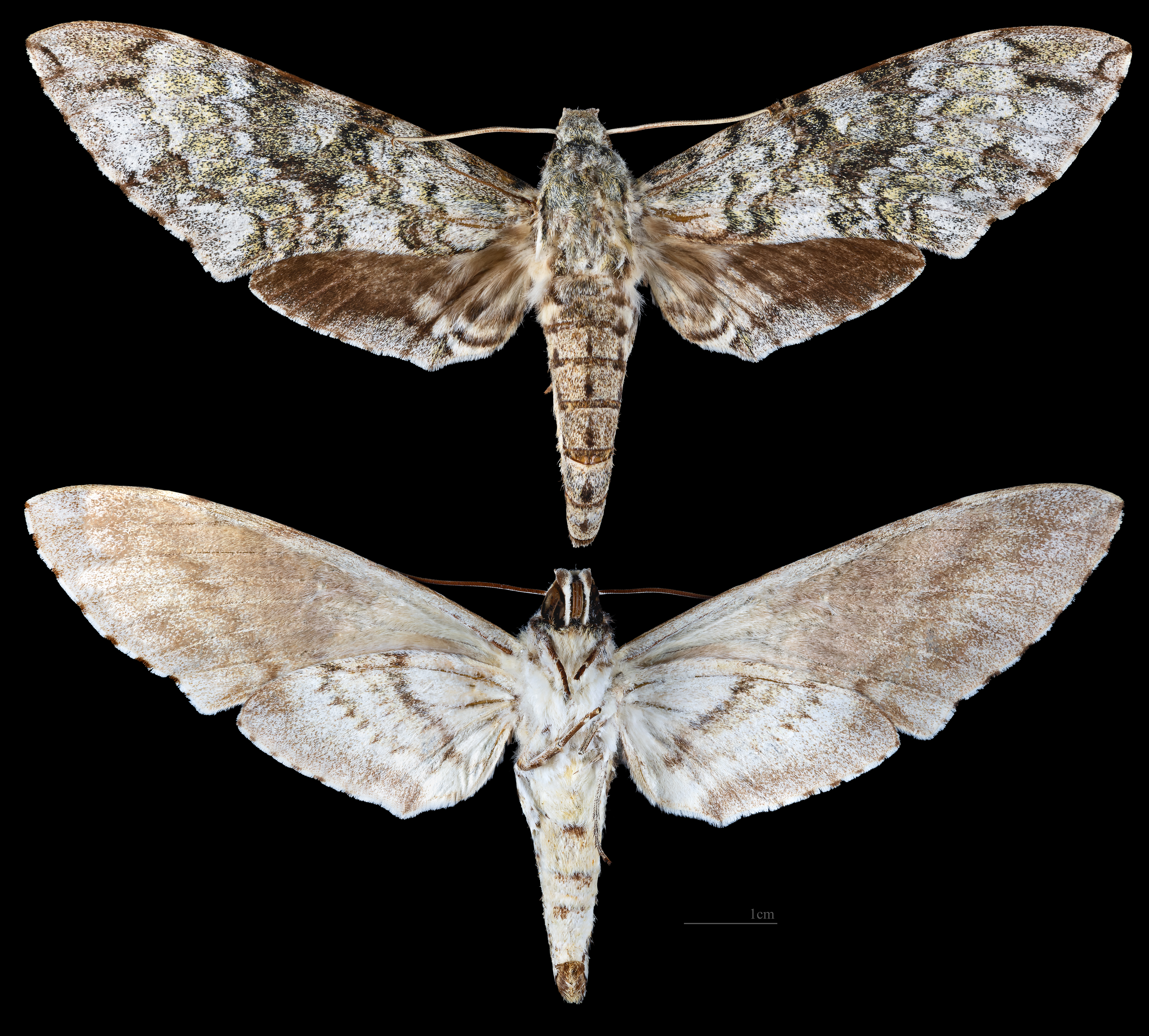
Manduca franciscae
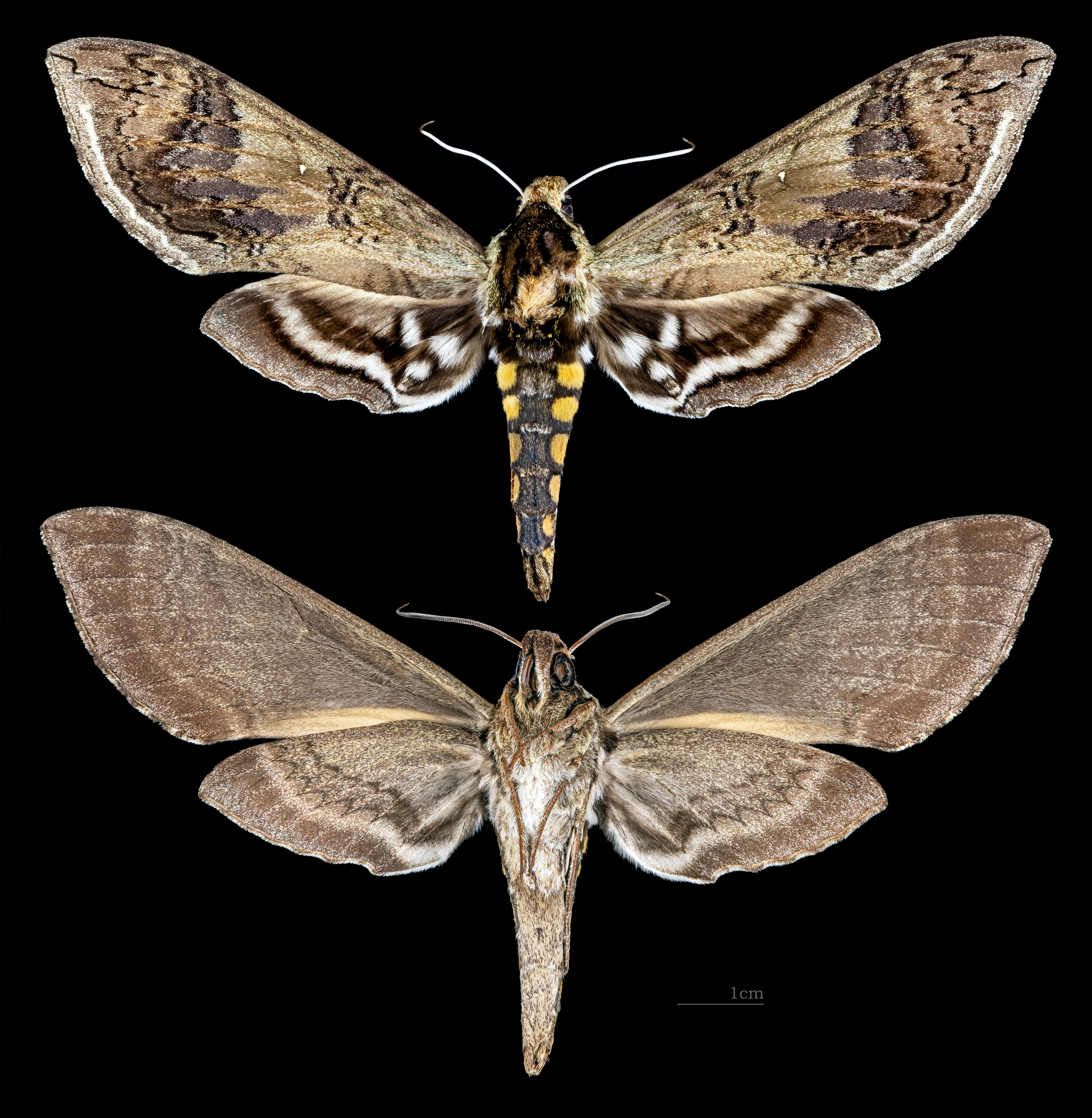
Manduca hannibal
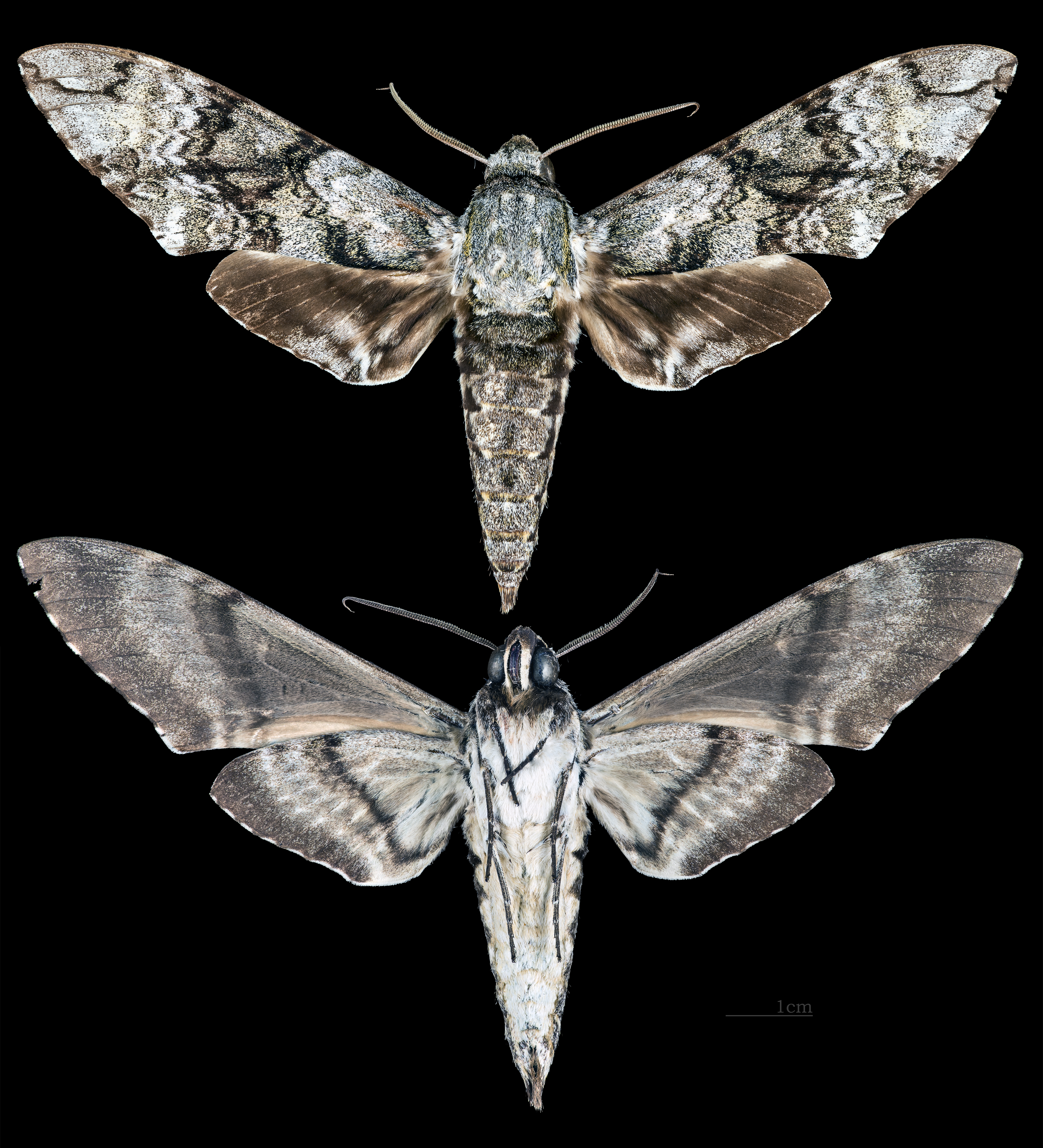
Manduca huascara
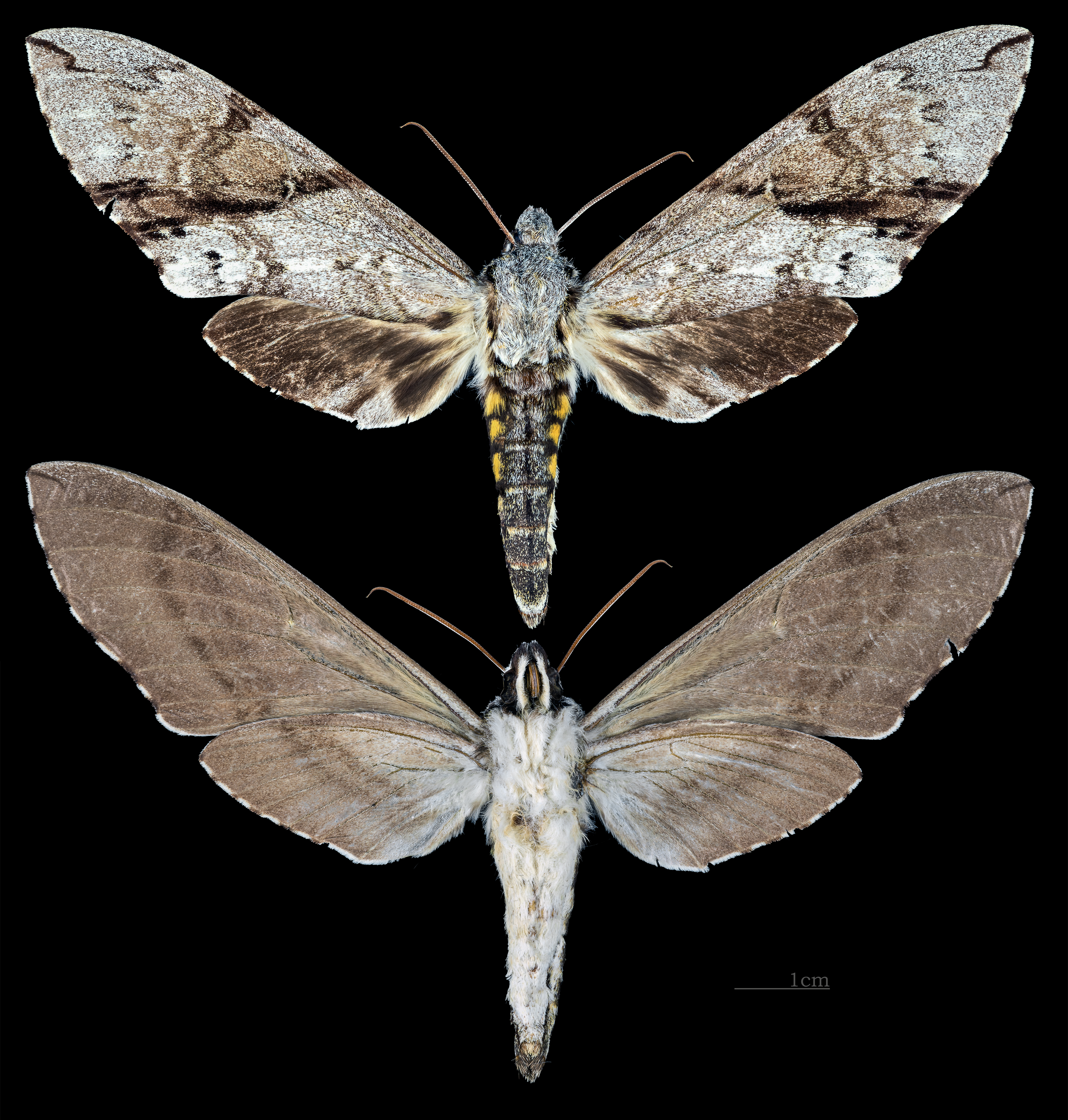
Manduca incisa
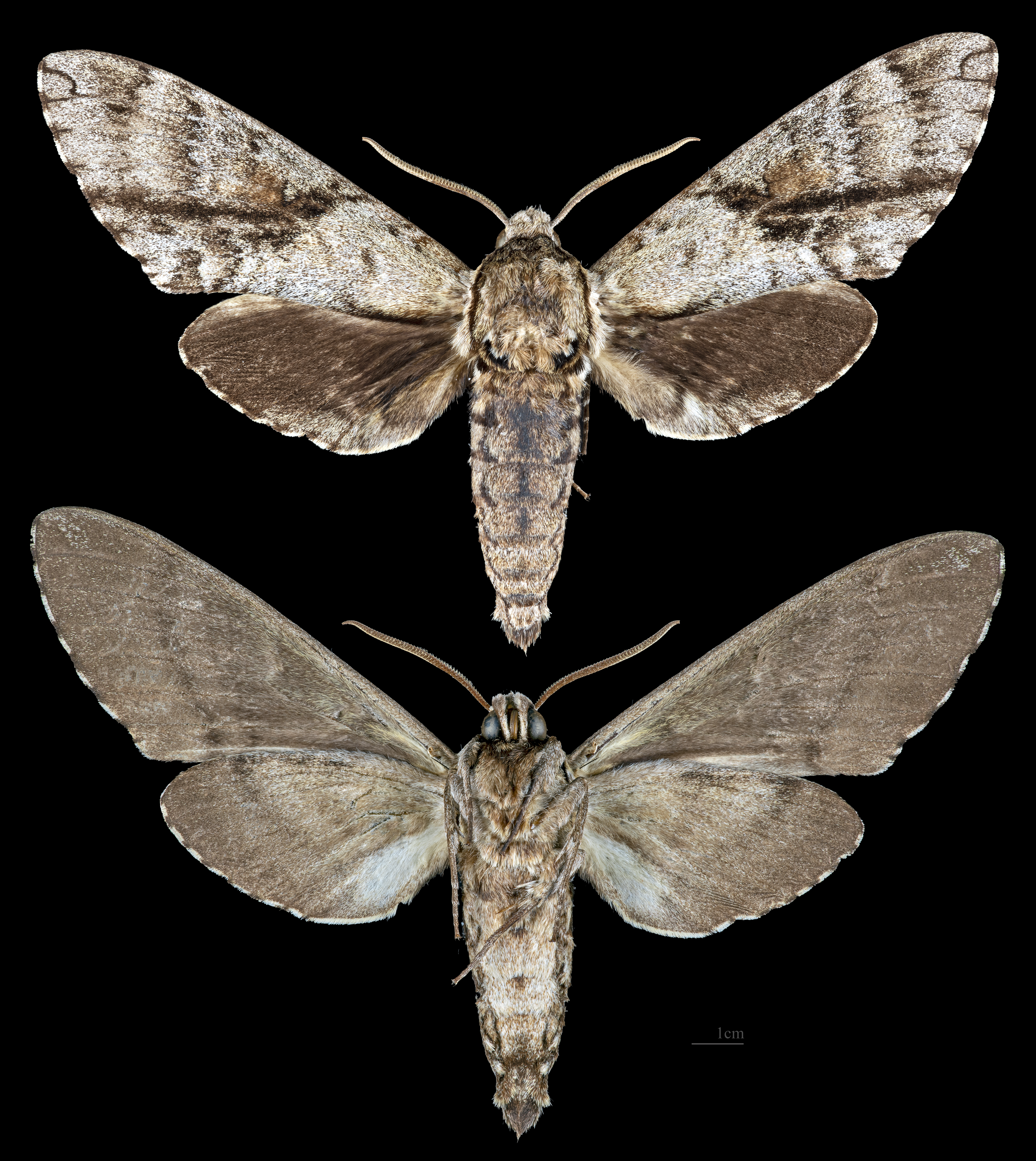
Manduca jasminearum
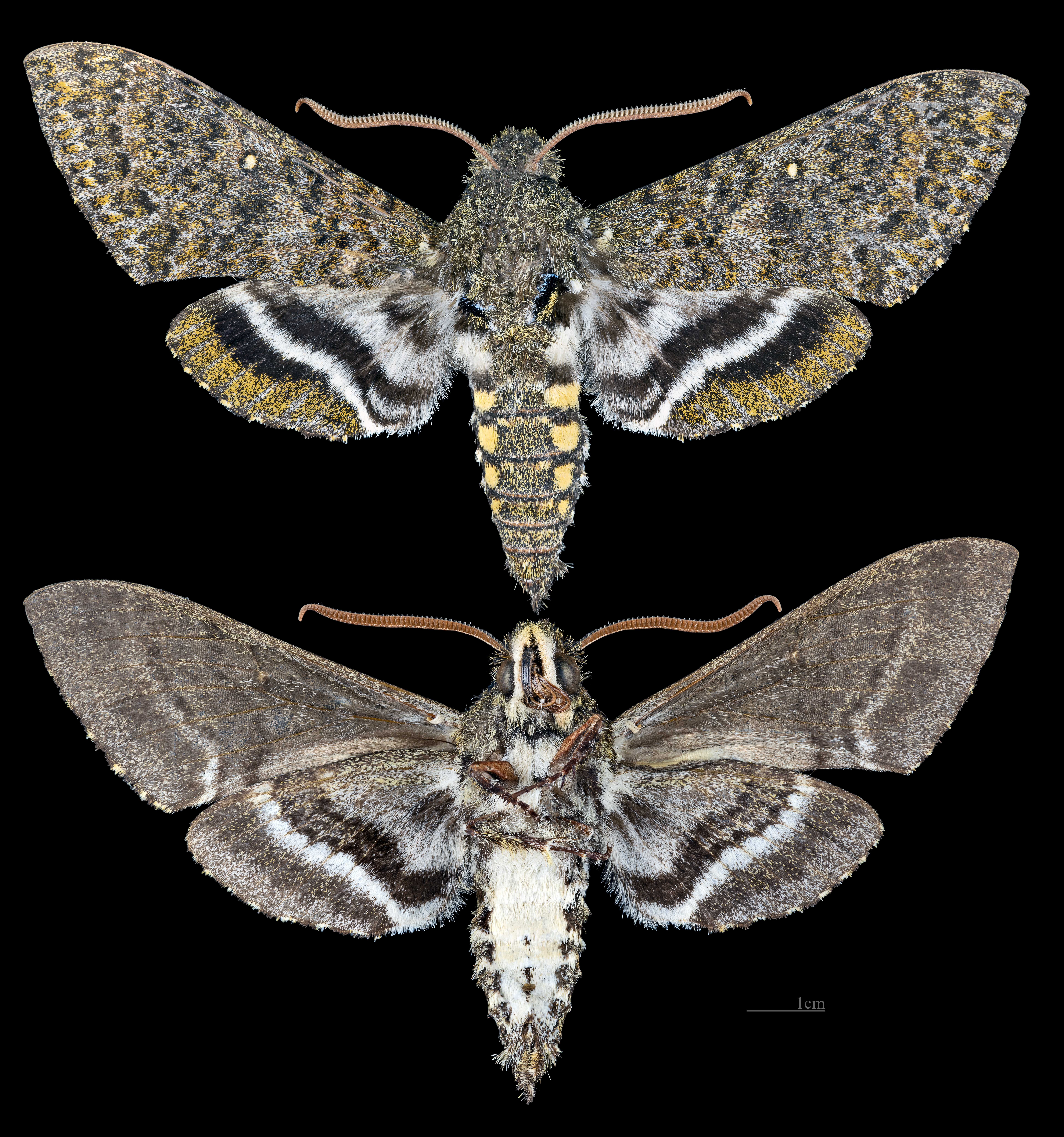
Manduca jordani
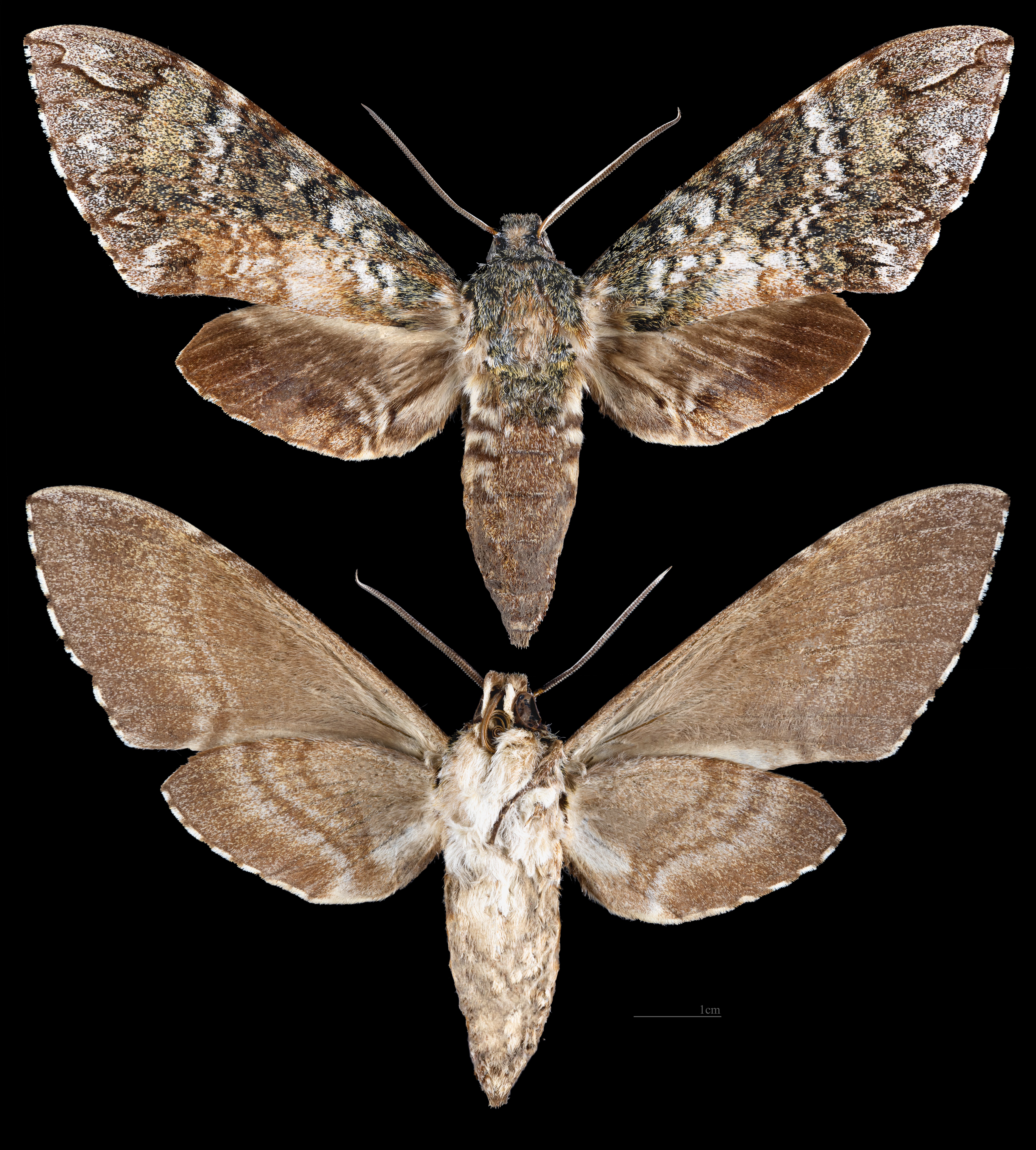
Manduca lanuginosa
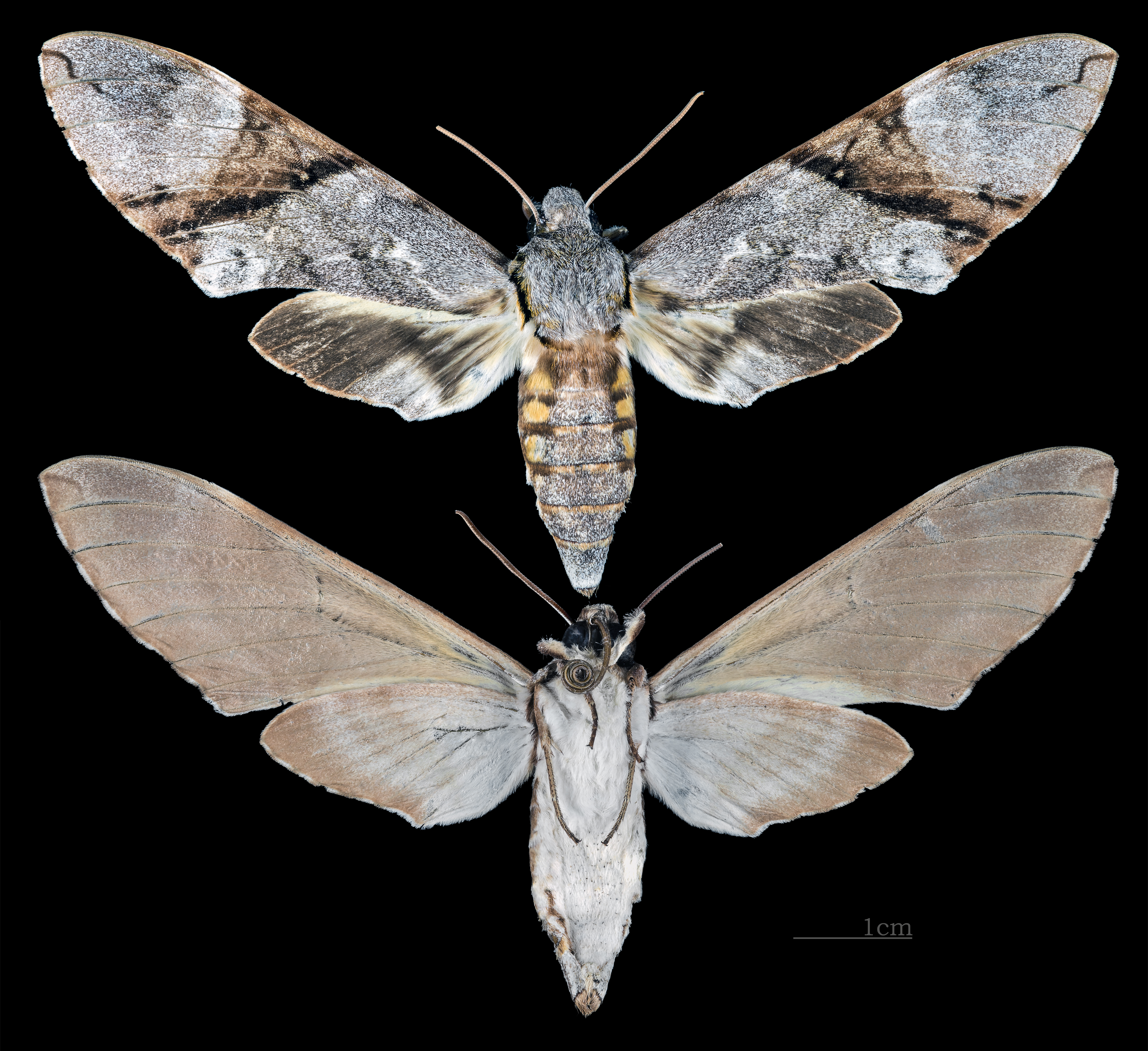
Manduca lefeburii
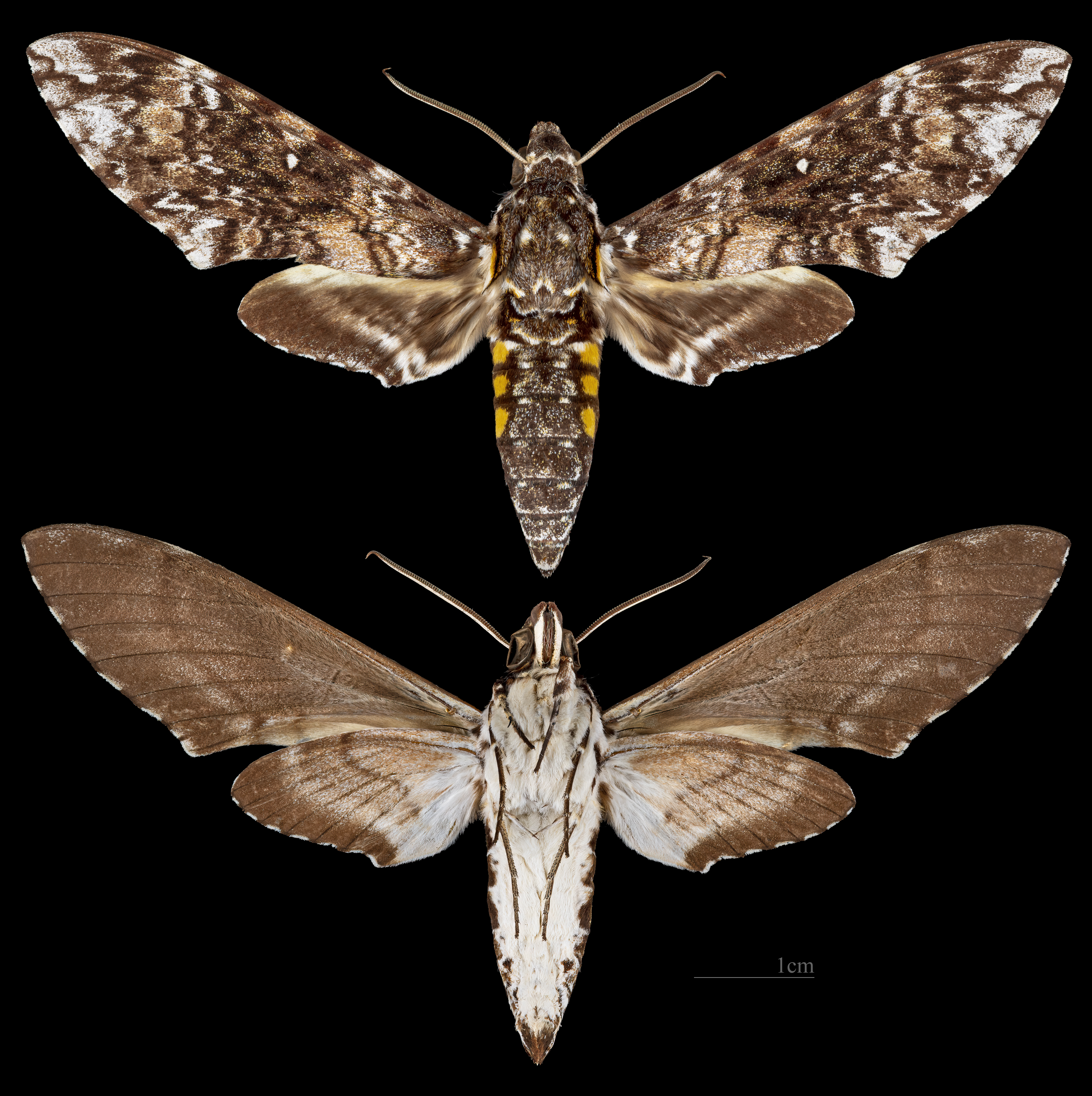
Manduca leucospila
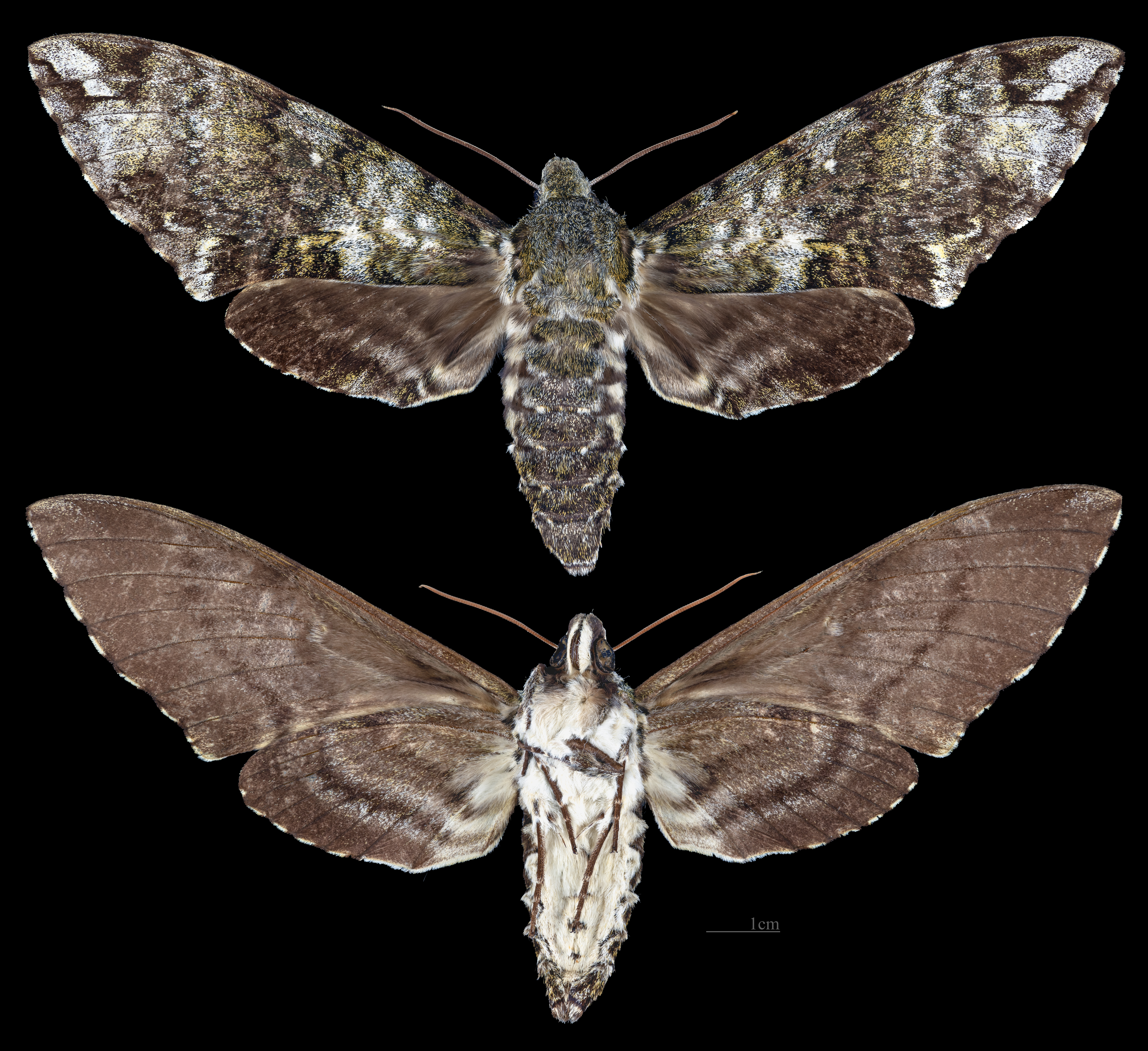
Manduca lichenea
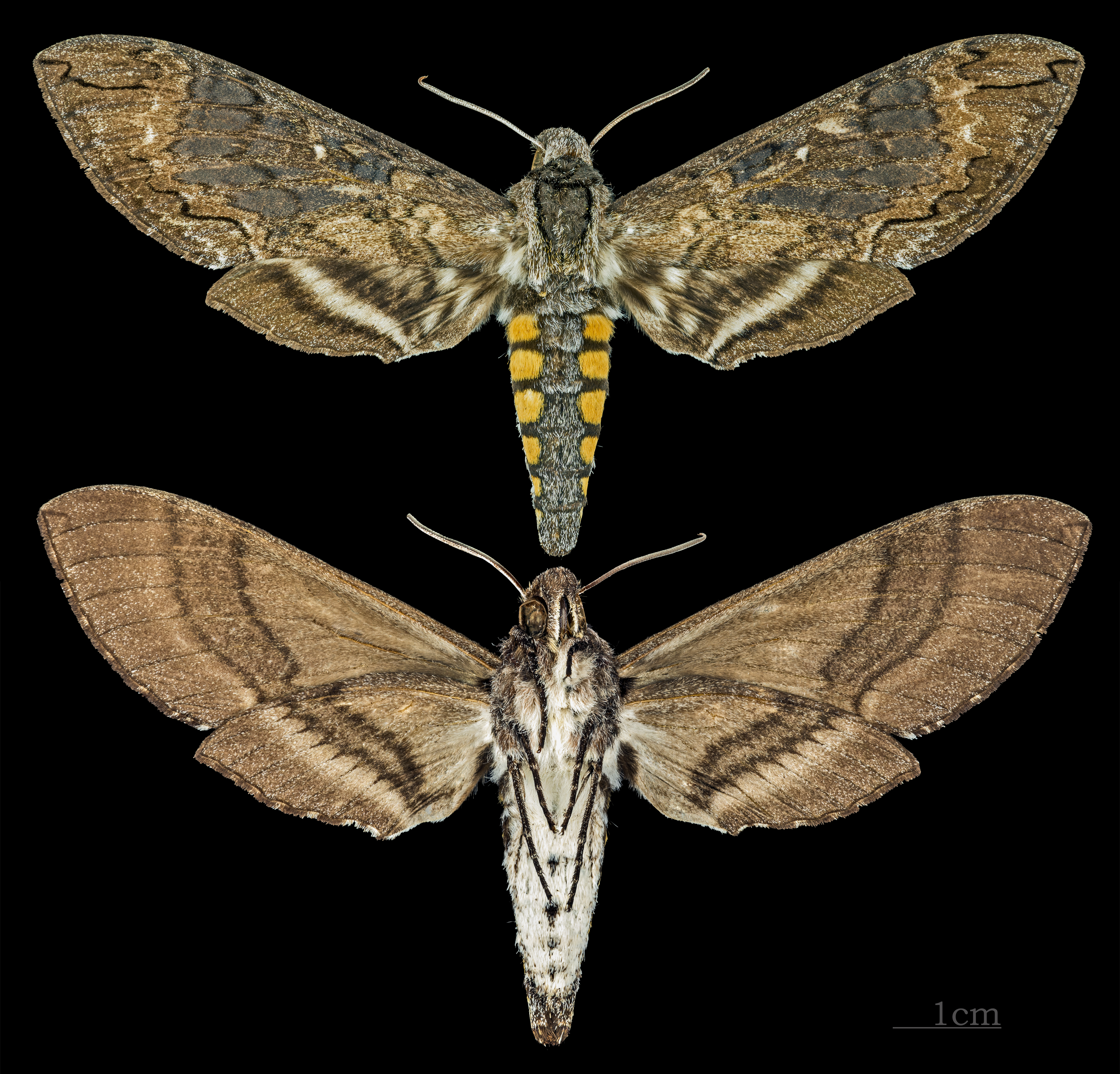
Manduca lucetius
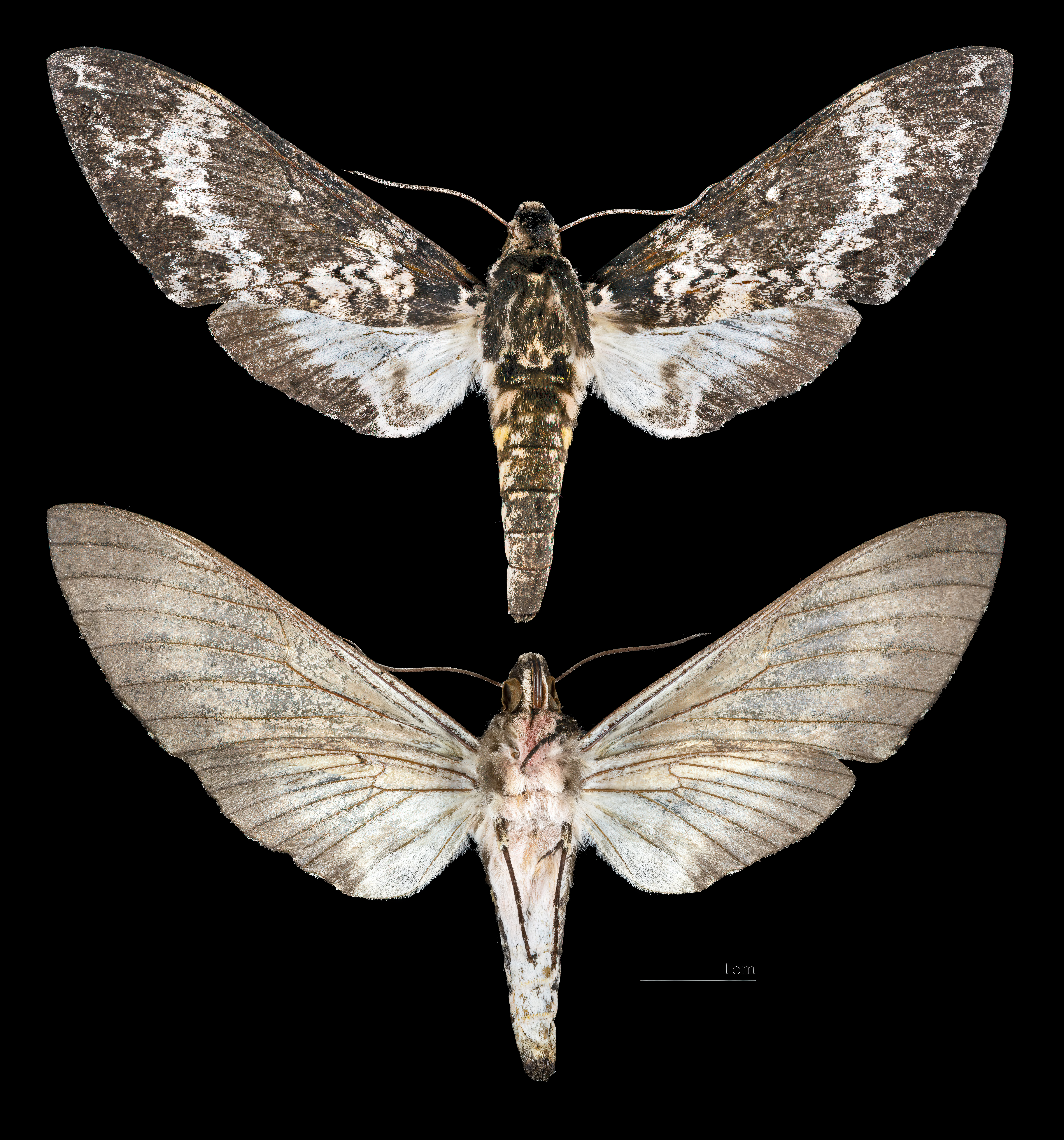
Manduca manducoides
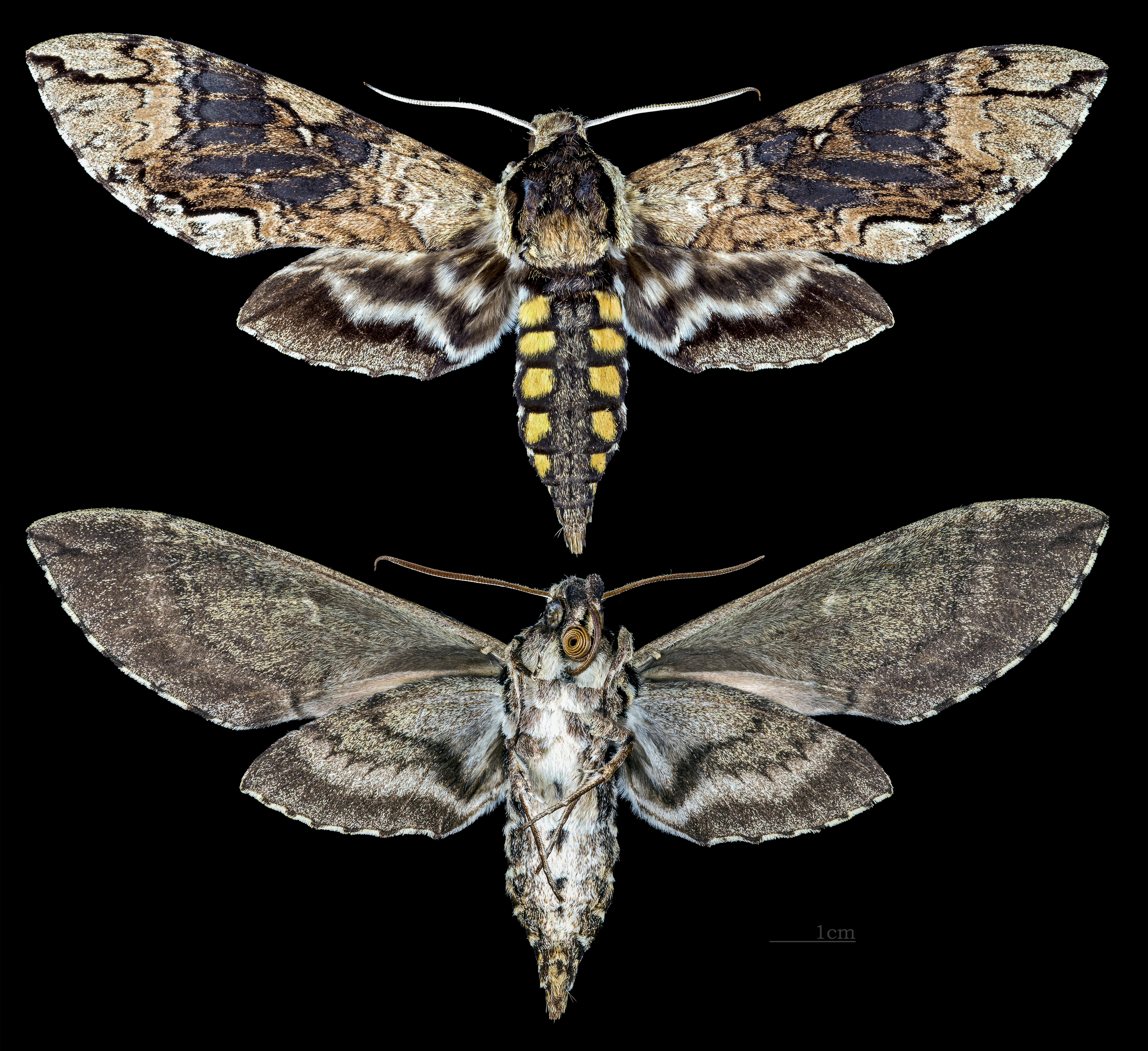
Manduca morelia
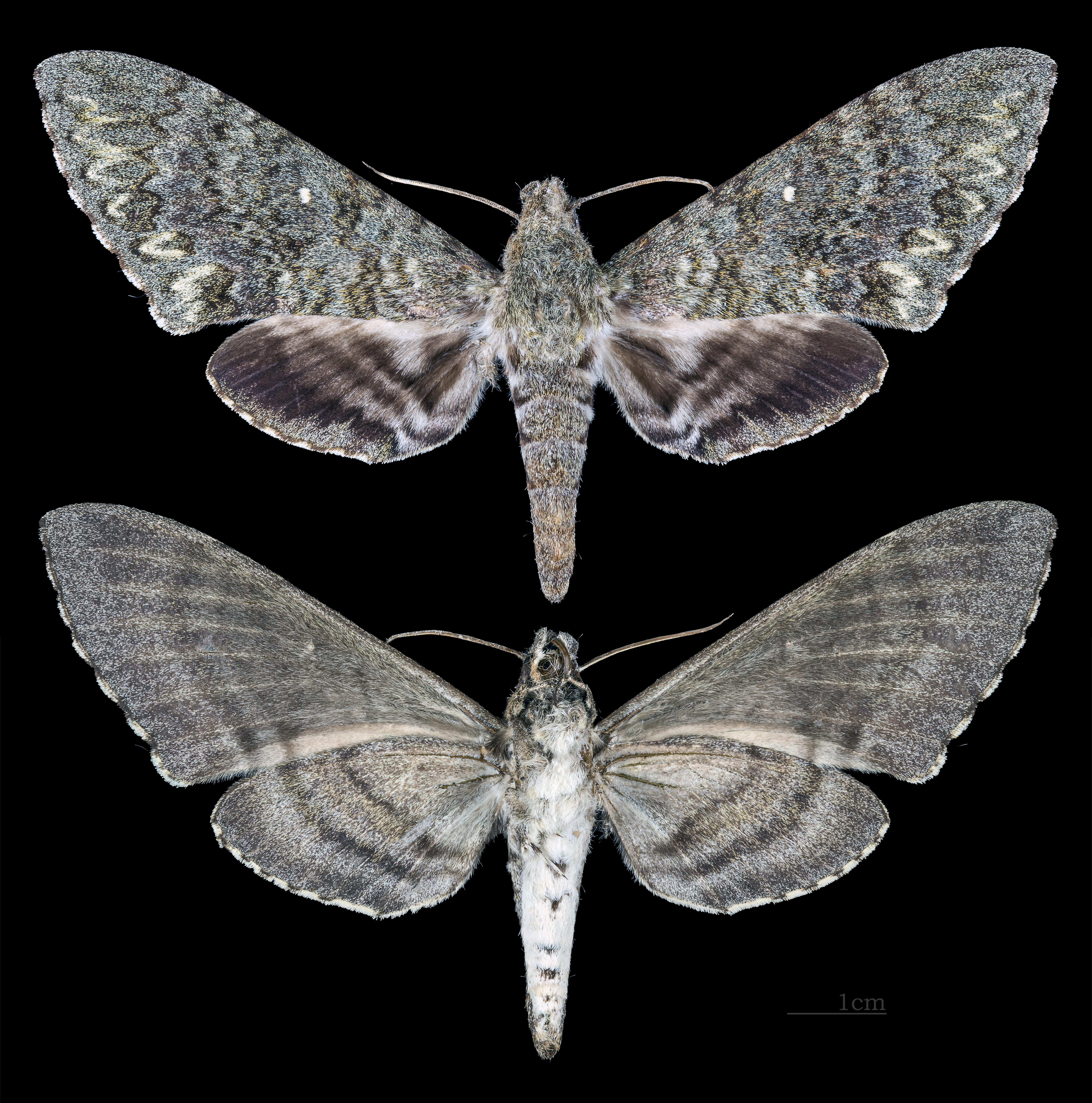
Manduca muscosa
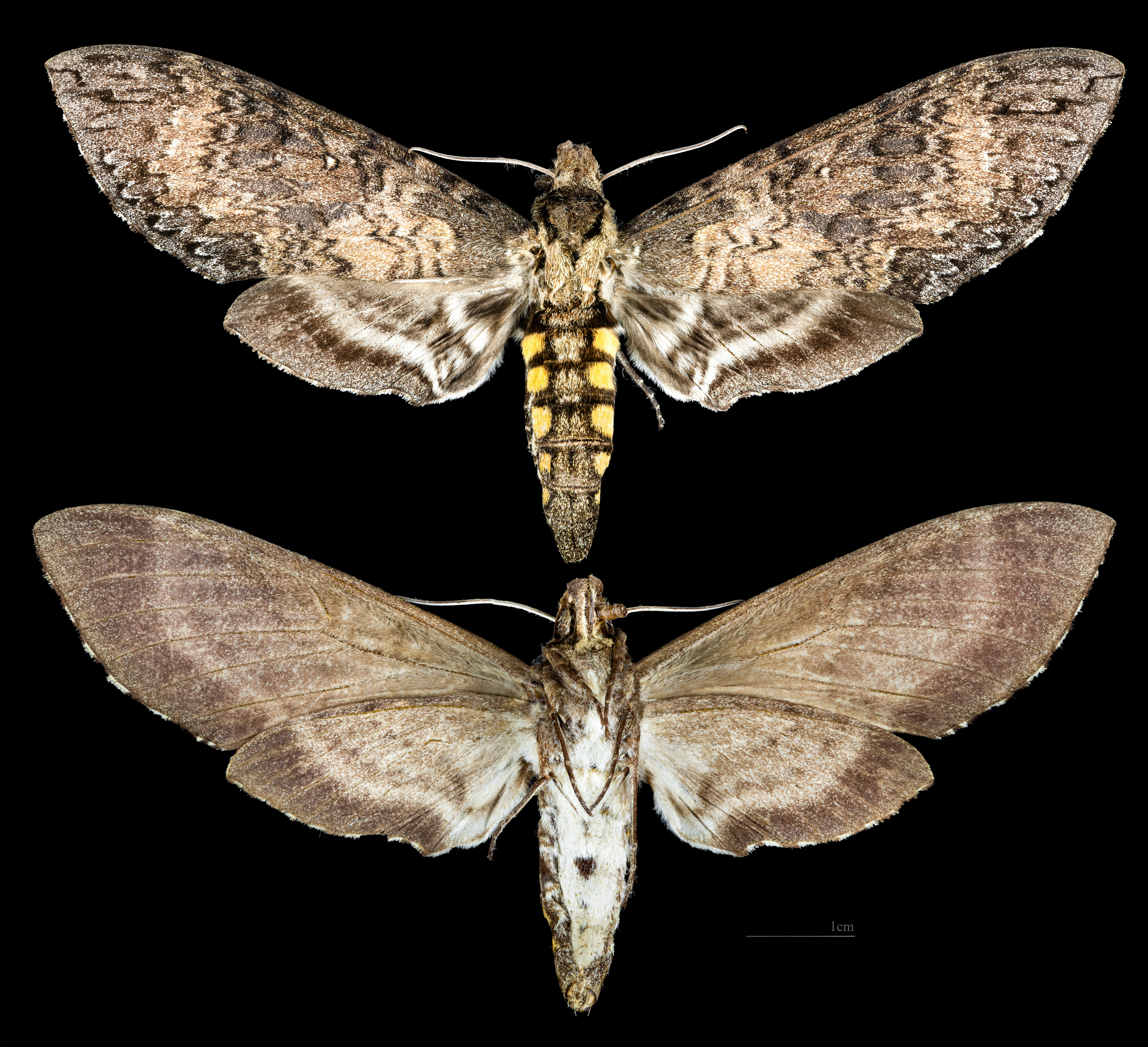
Manduca occulta
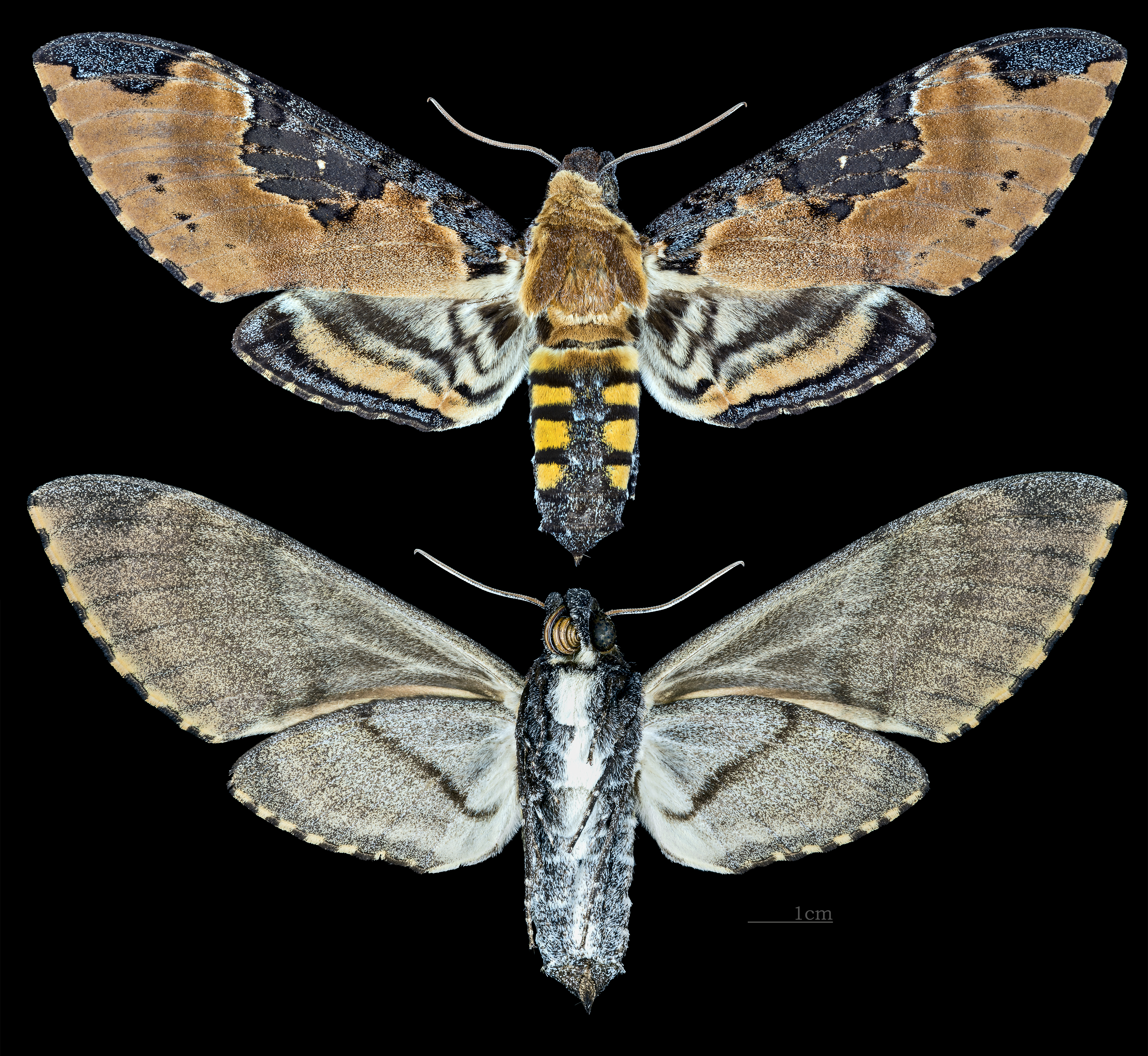
Manduca ochus
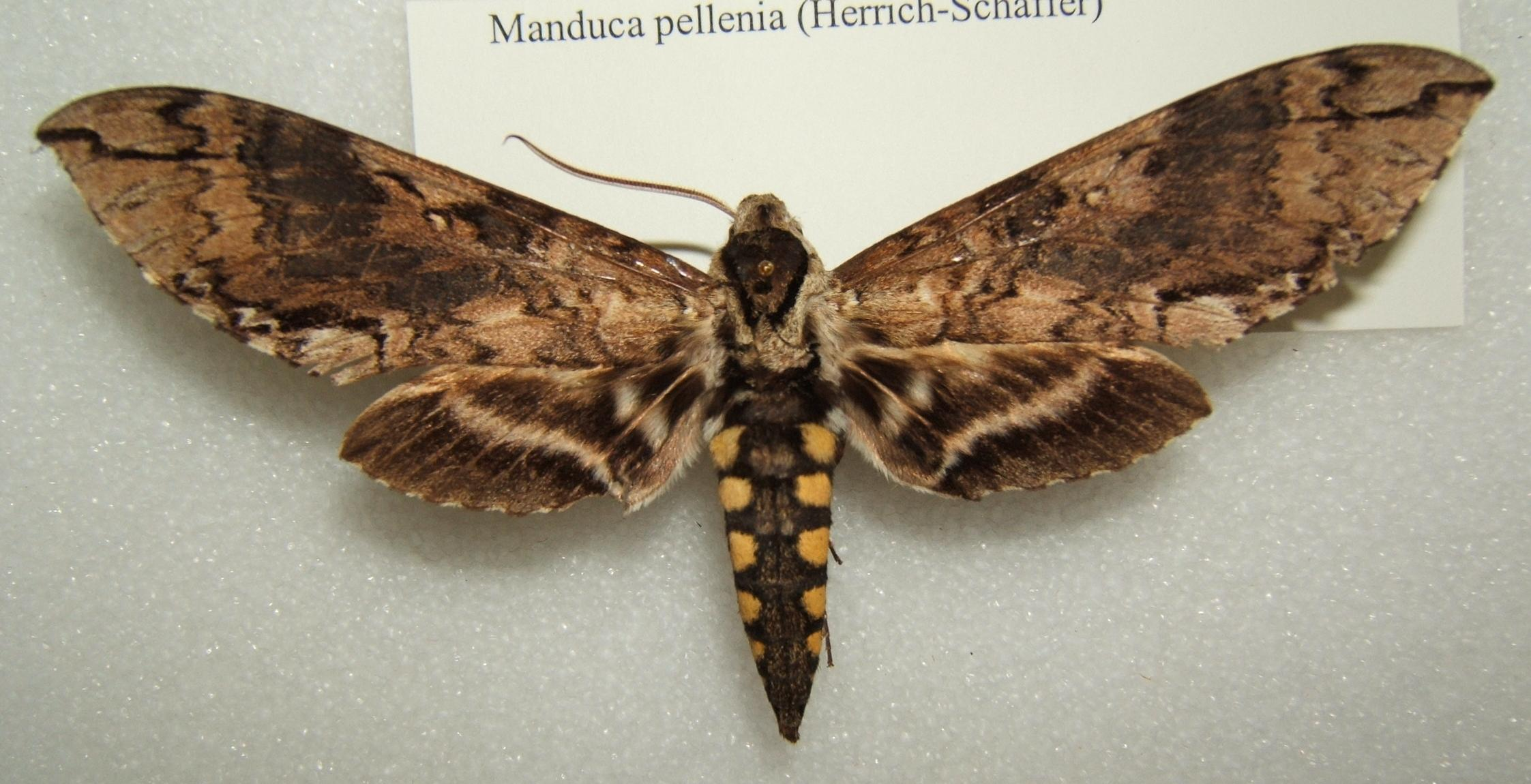
Manduca pellenia
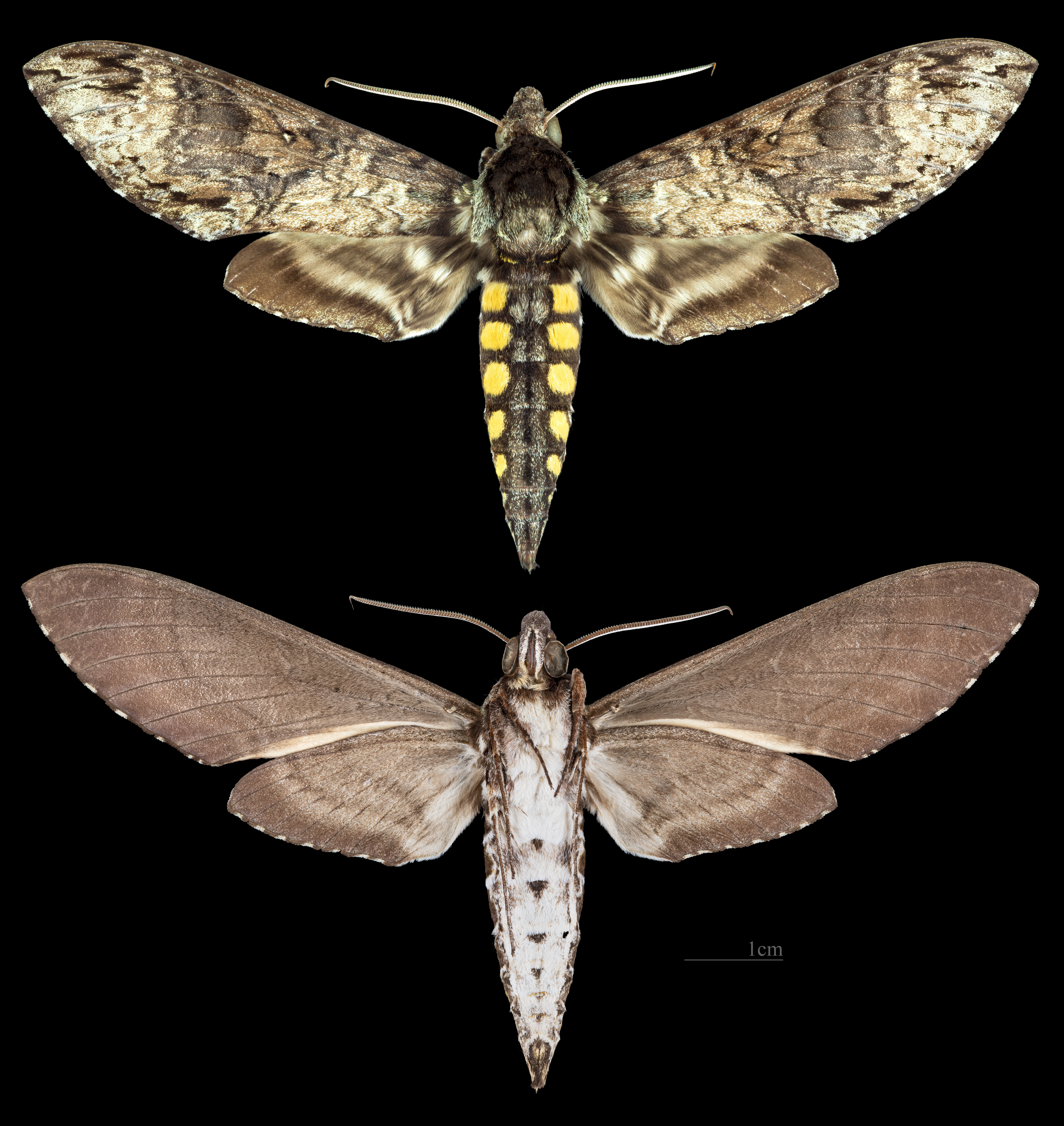
Manduca perplexa
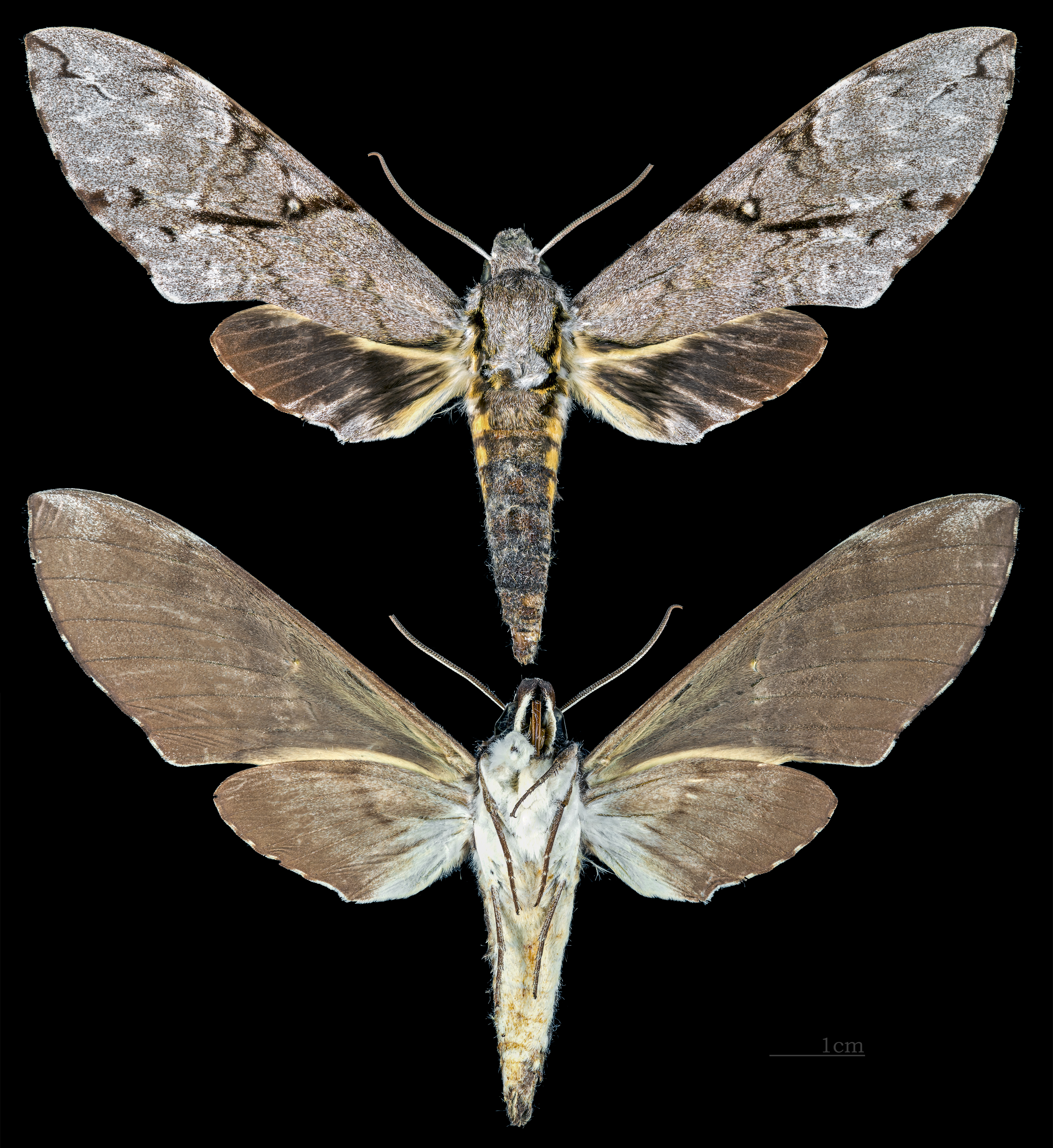
Manduca prestoni
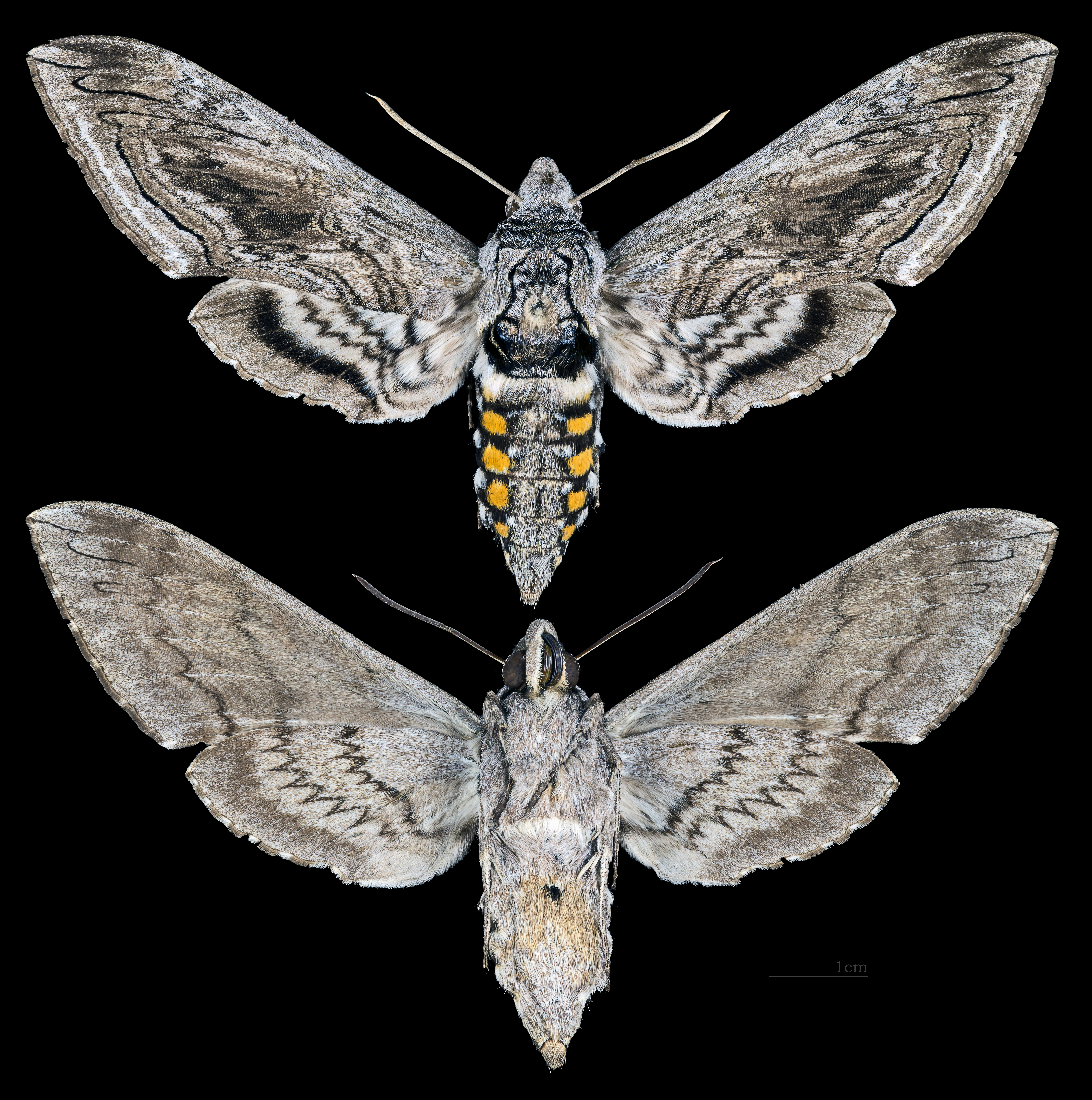
Manduca quinquemaculata
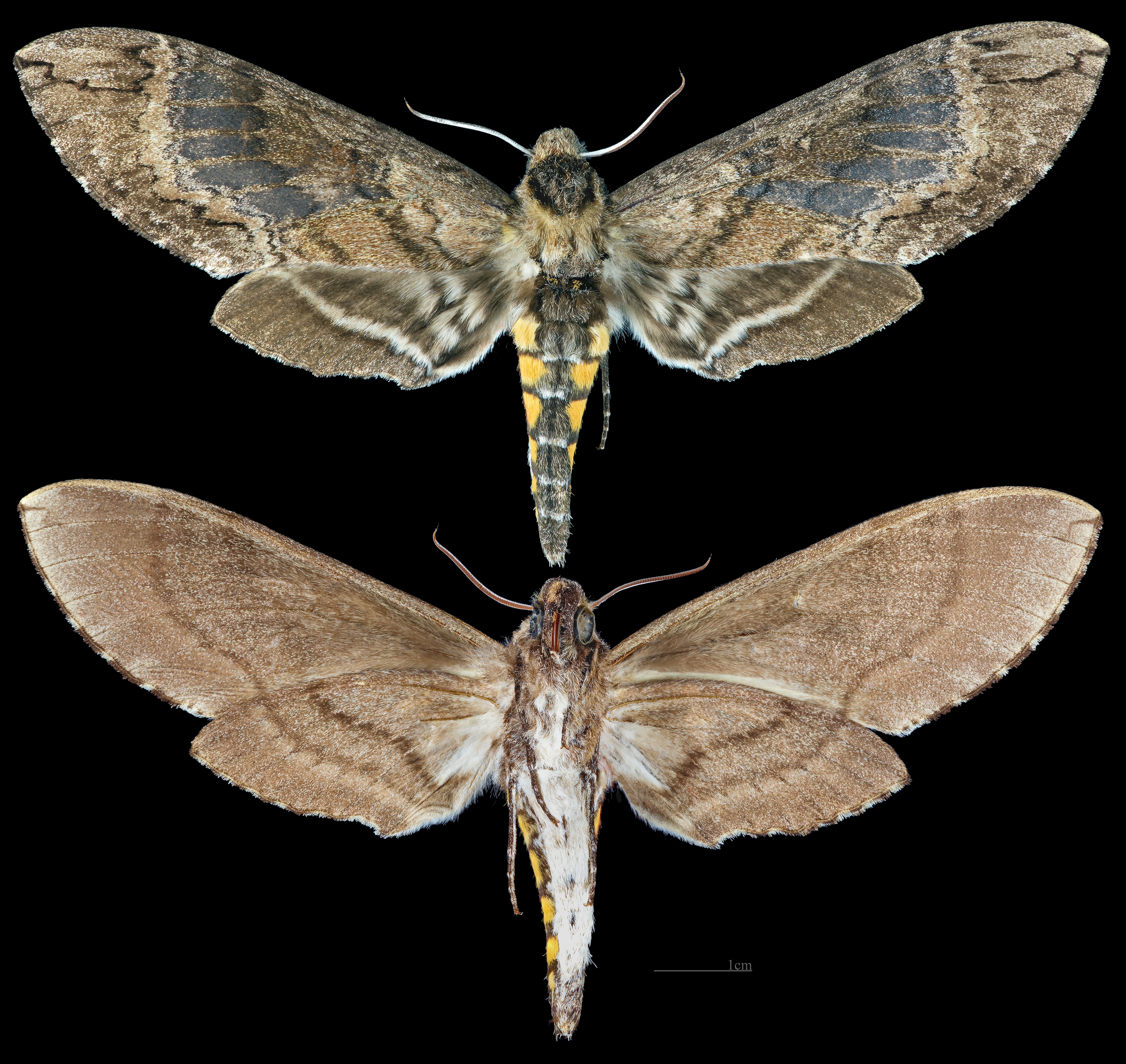
Manduca reducta
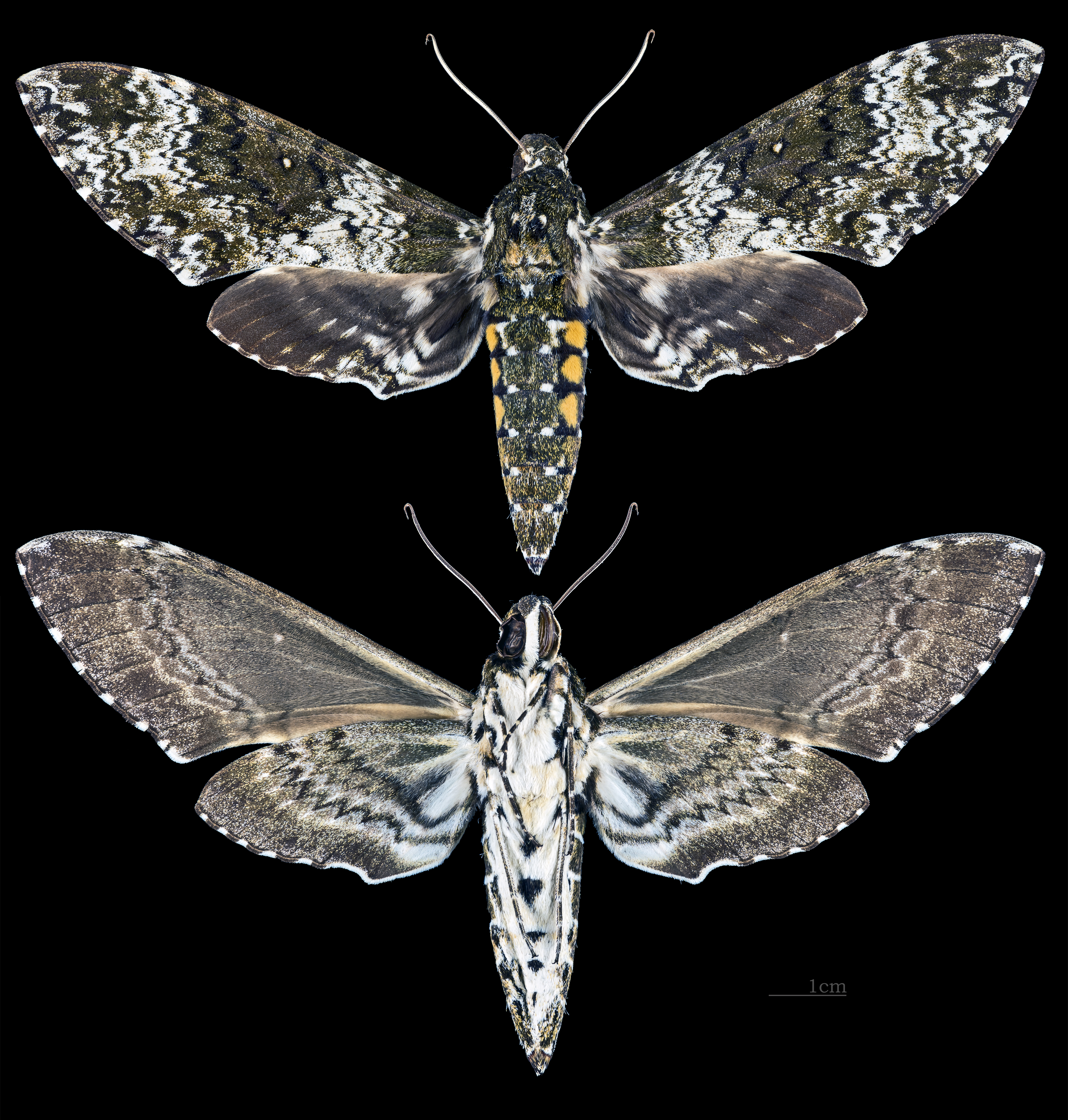
Manduca rustica
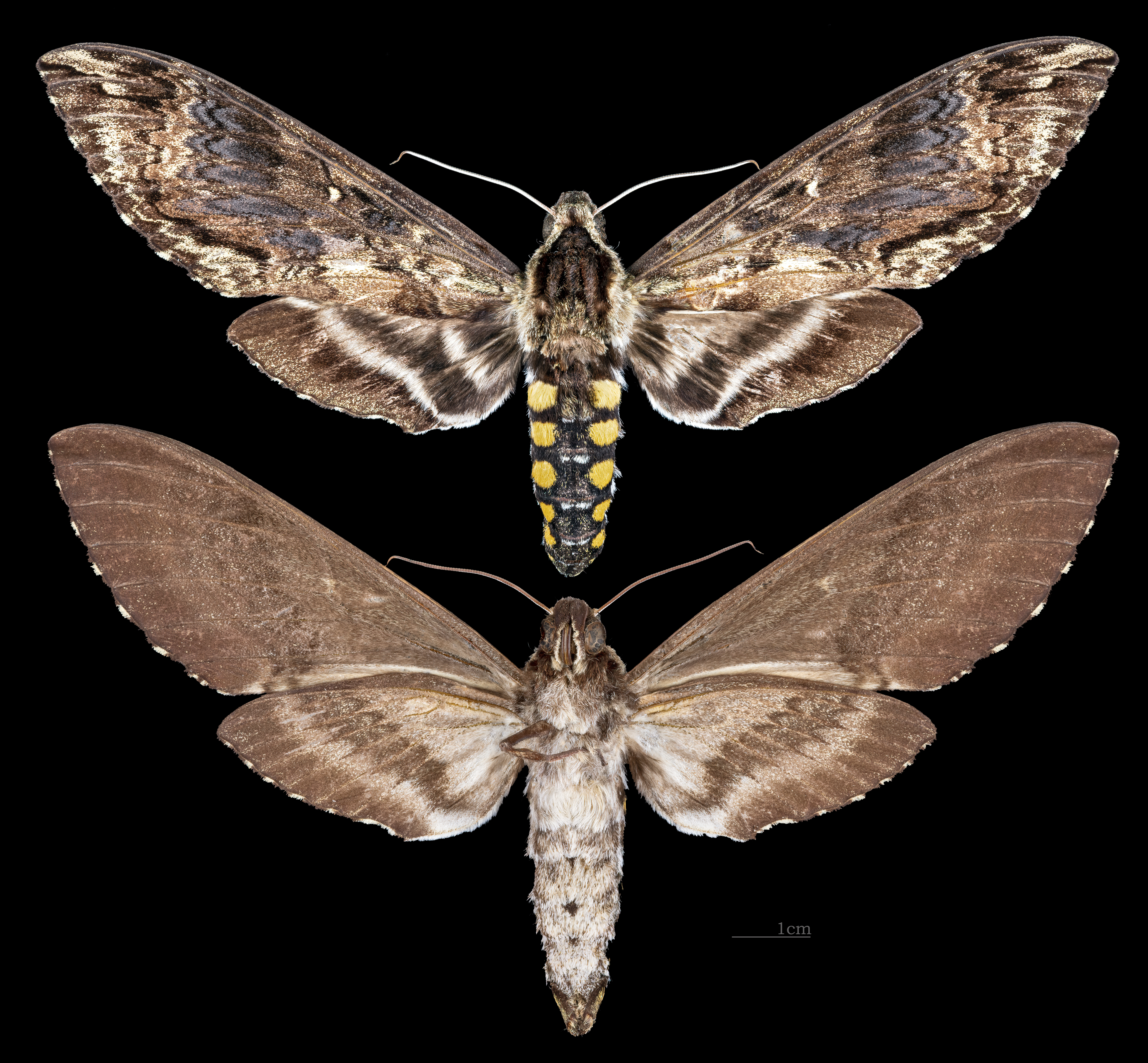
Manduca scutata
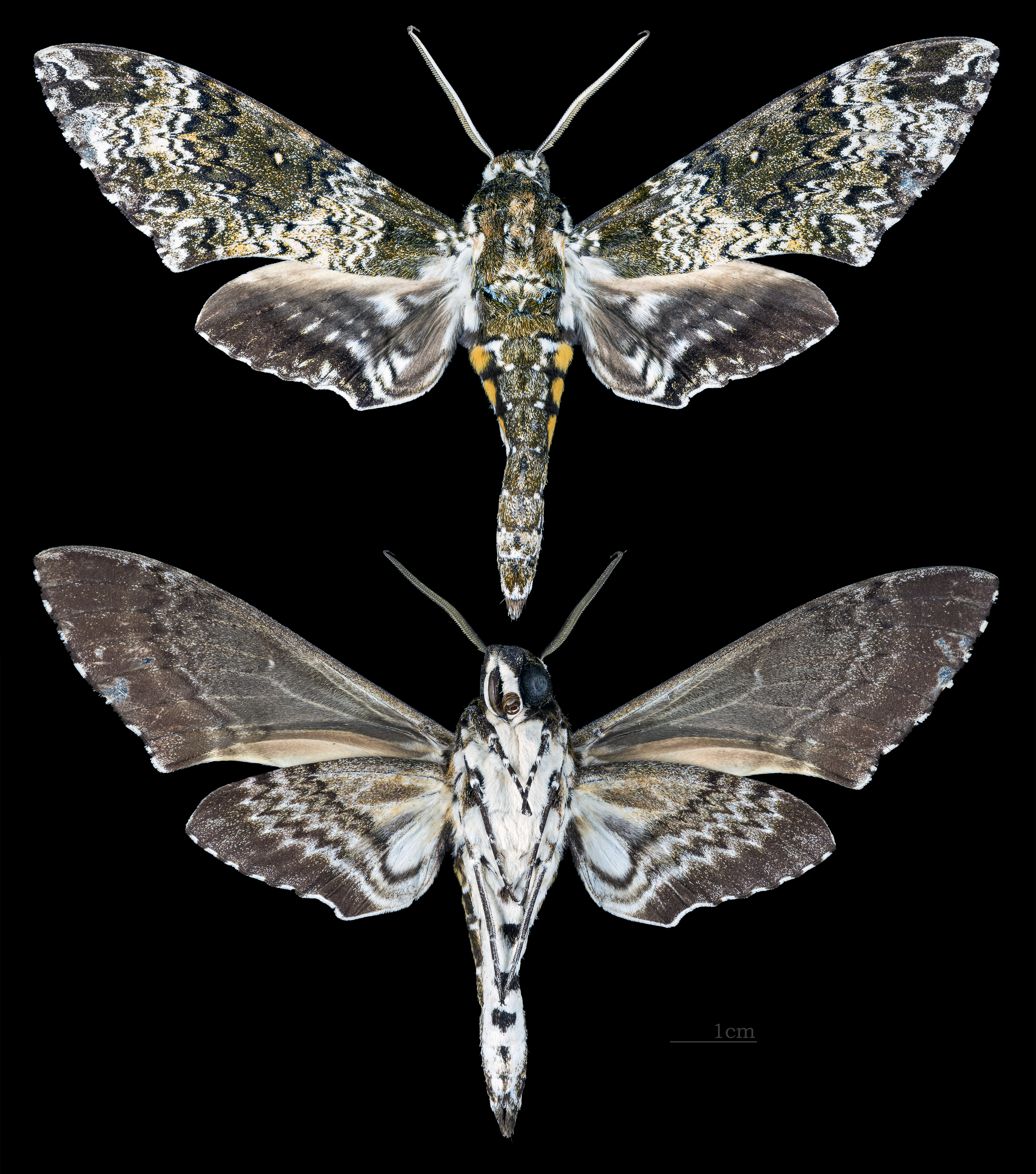
Manduca sesquiplex
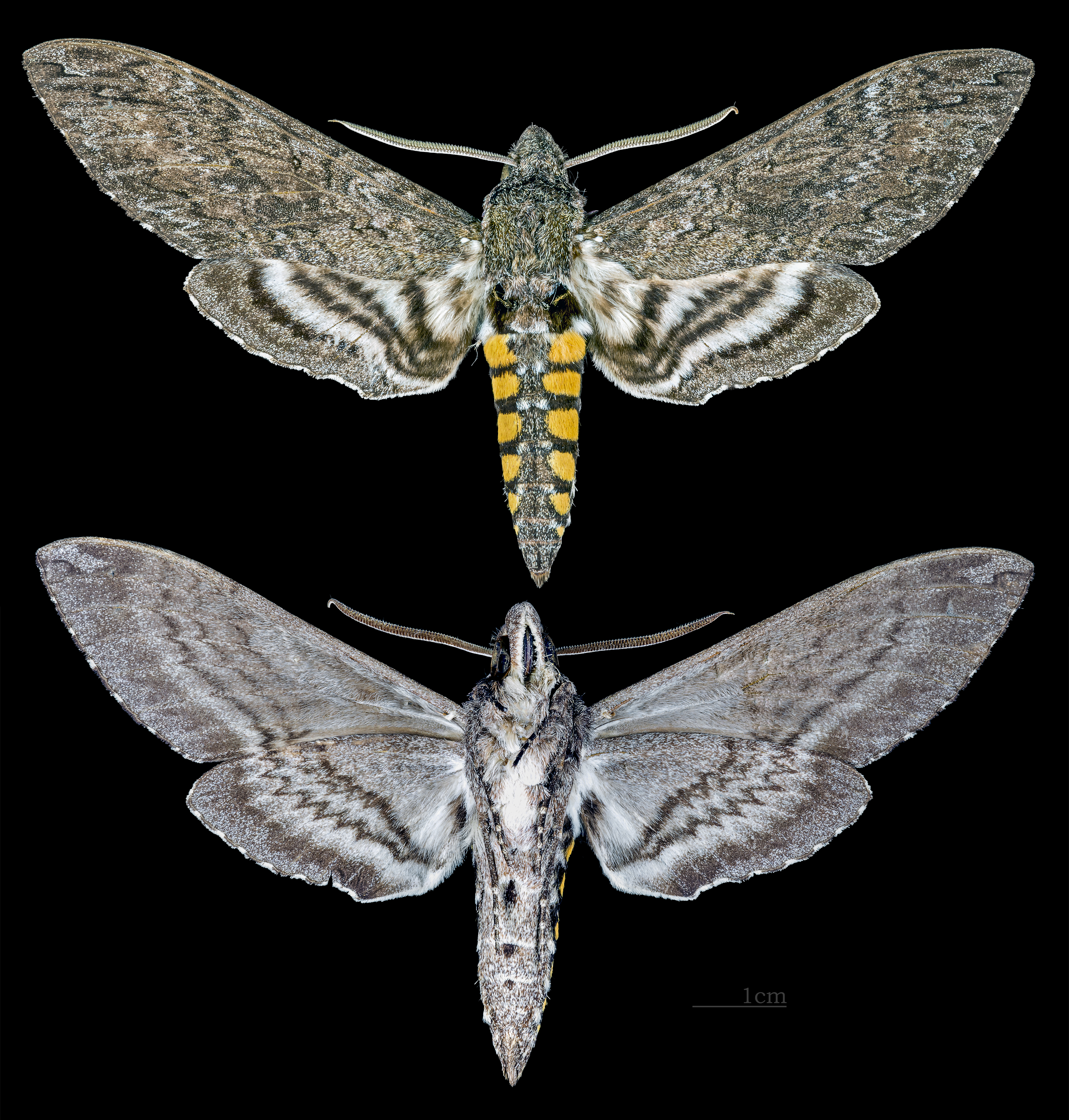
Manduca sexta
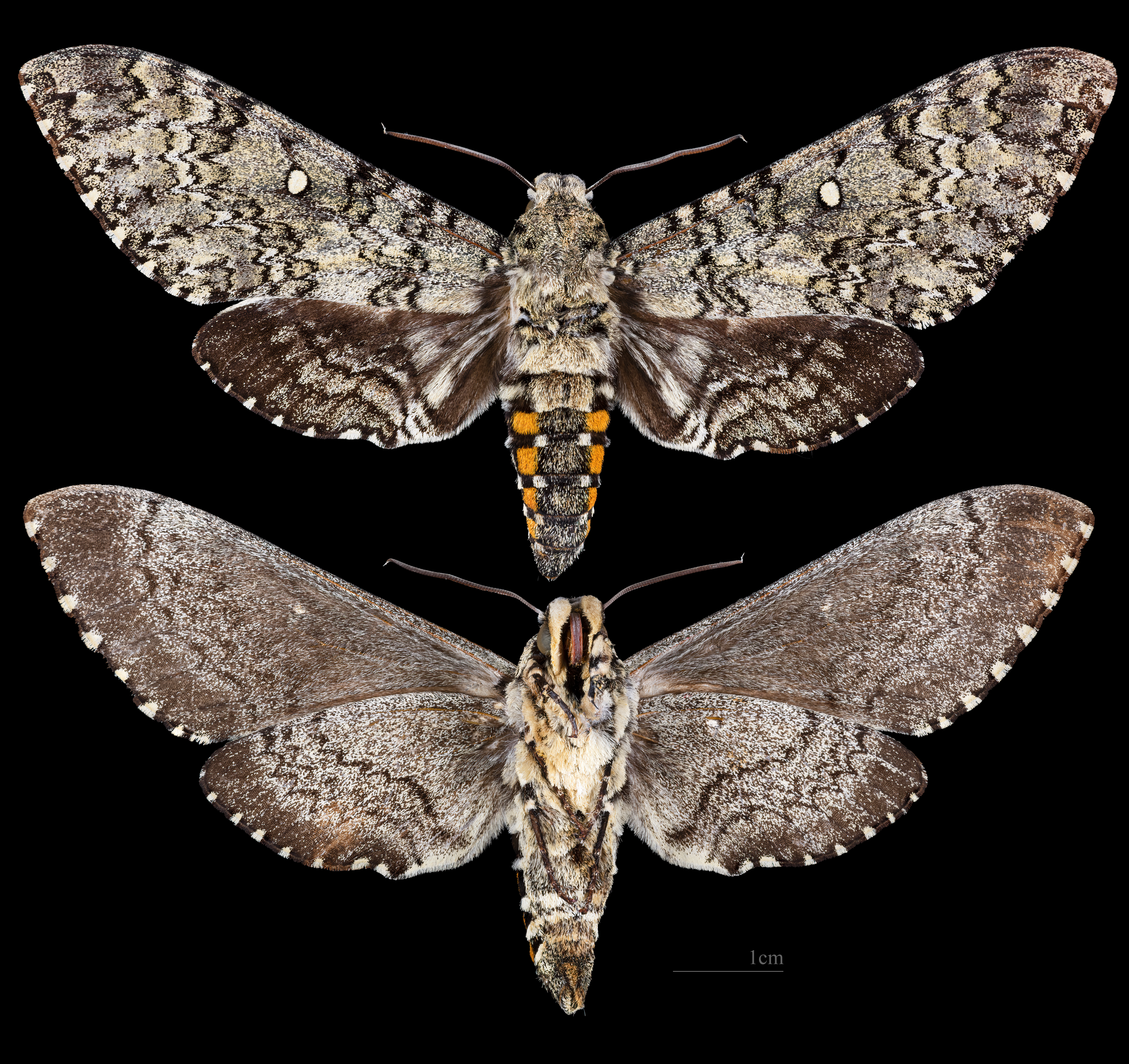
Manduca stuarti
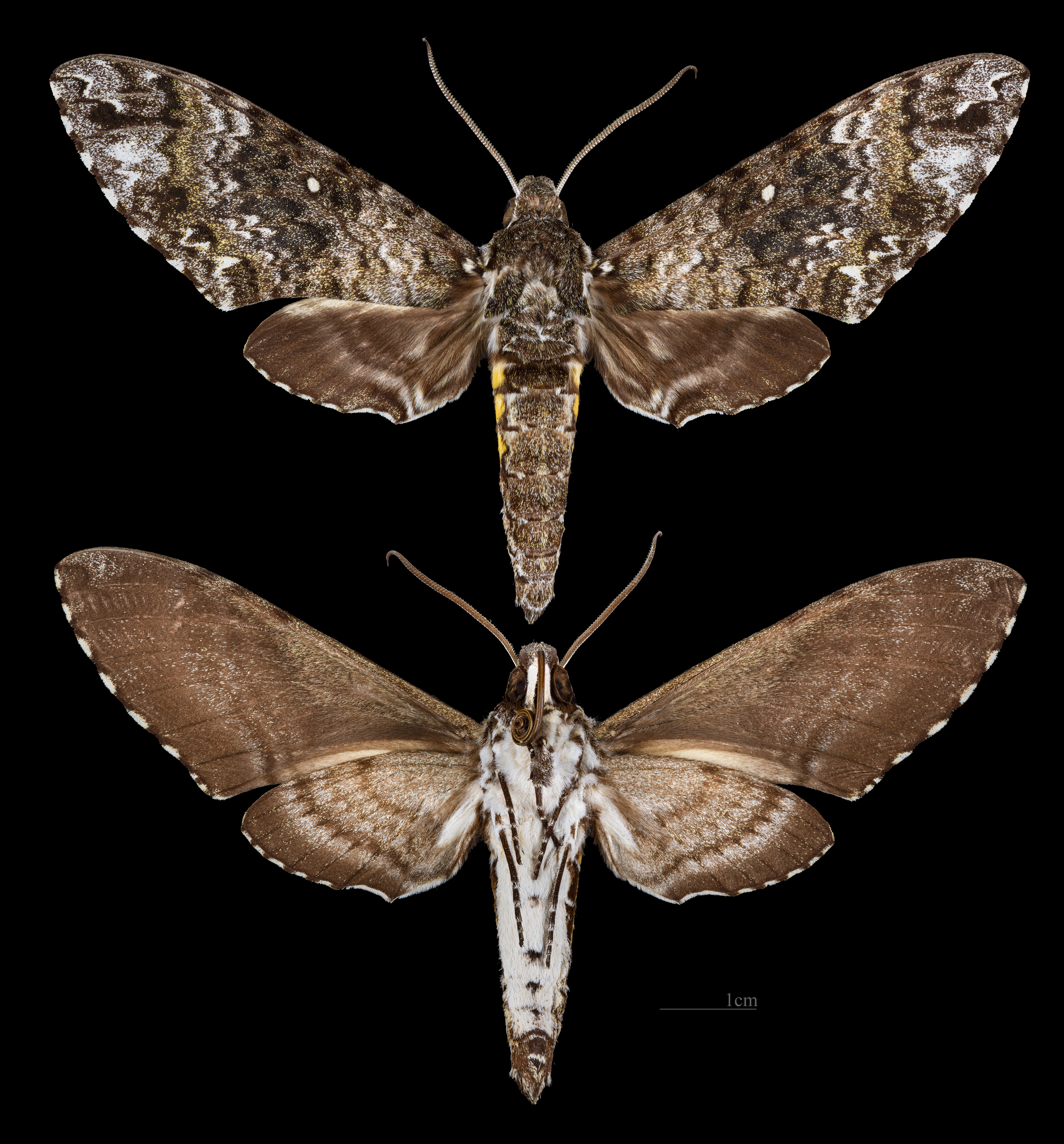
Manduca trimacula
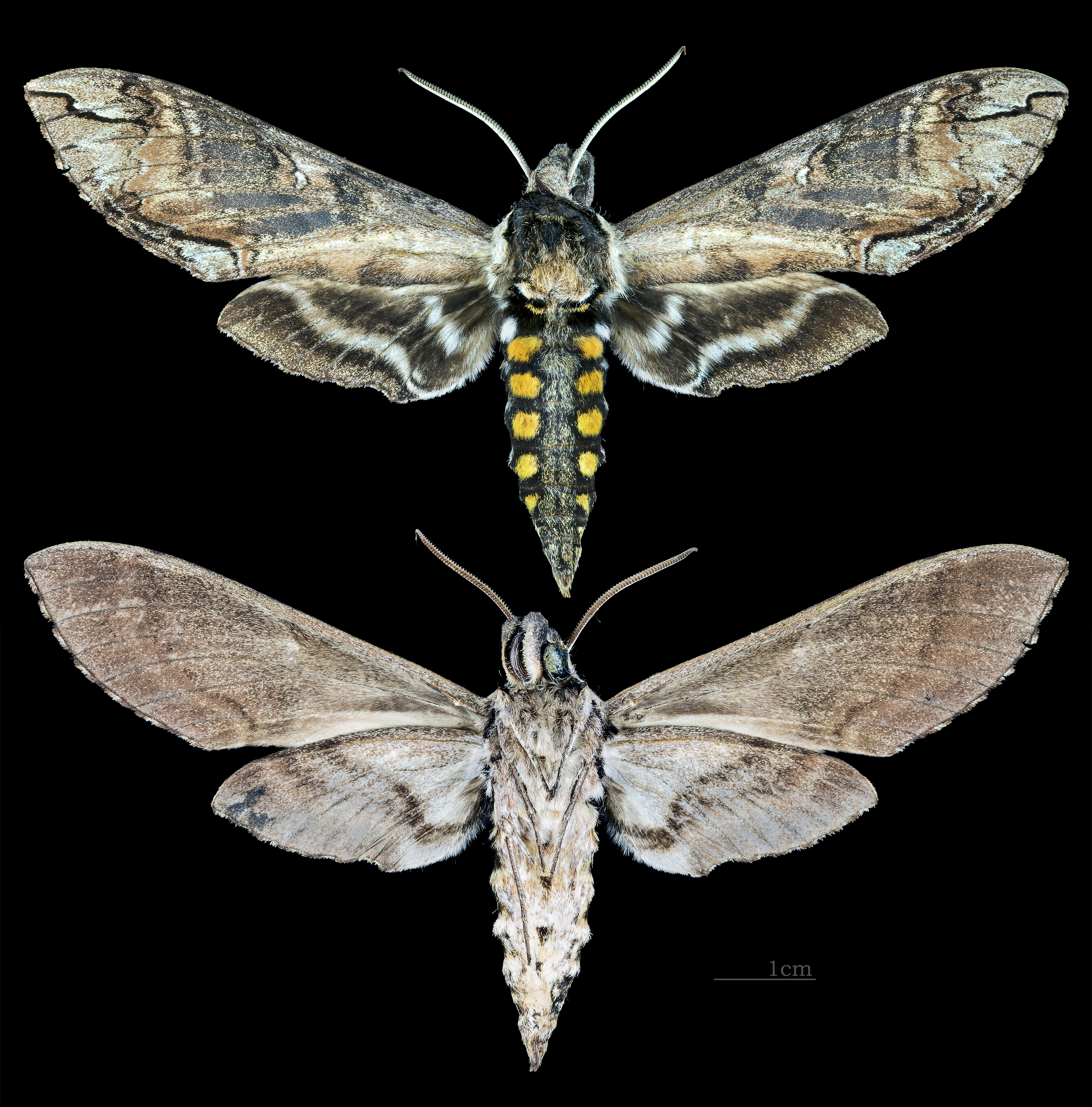
Manduca tucumana
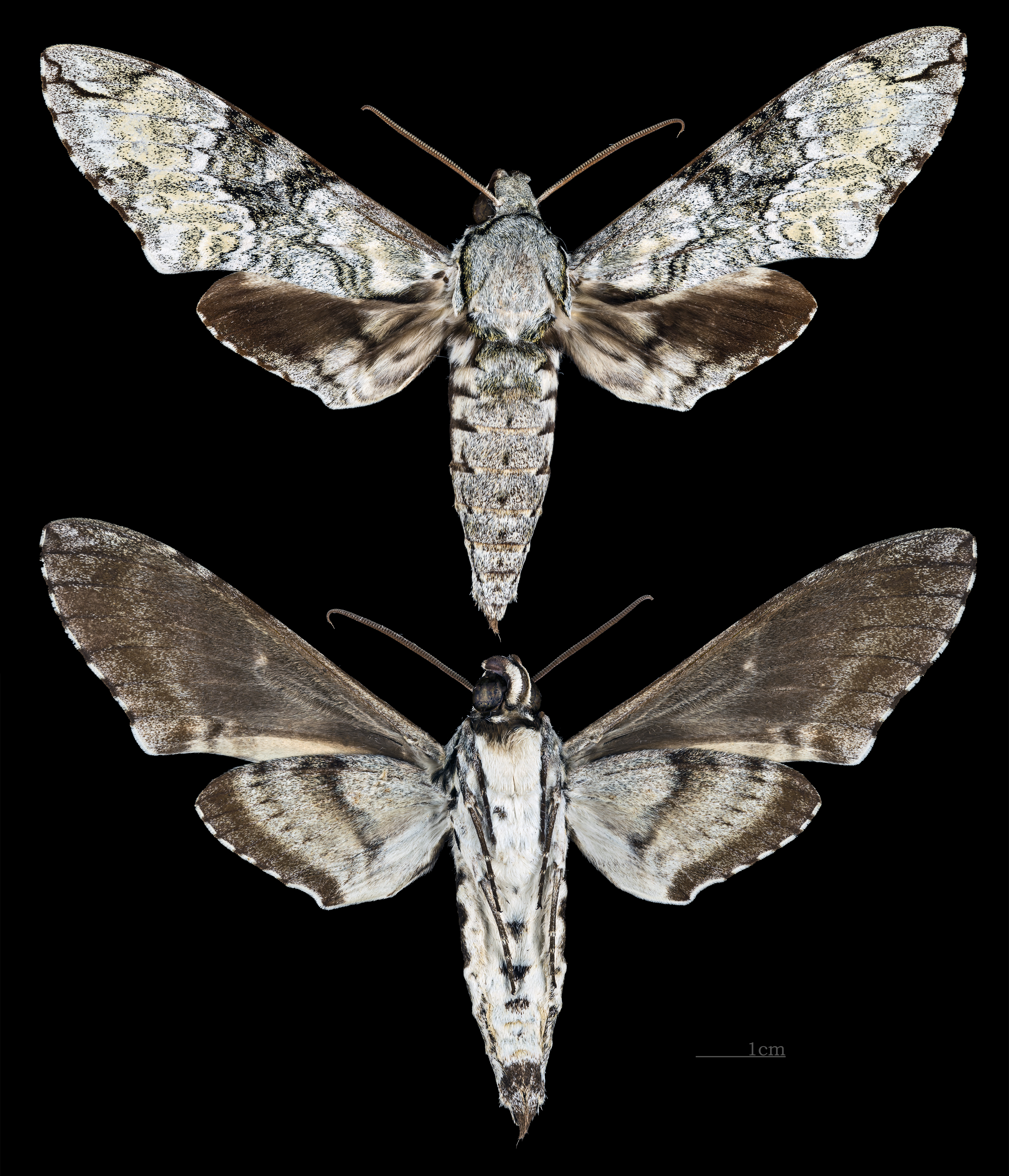
Manduca vestalis
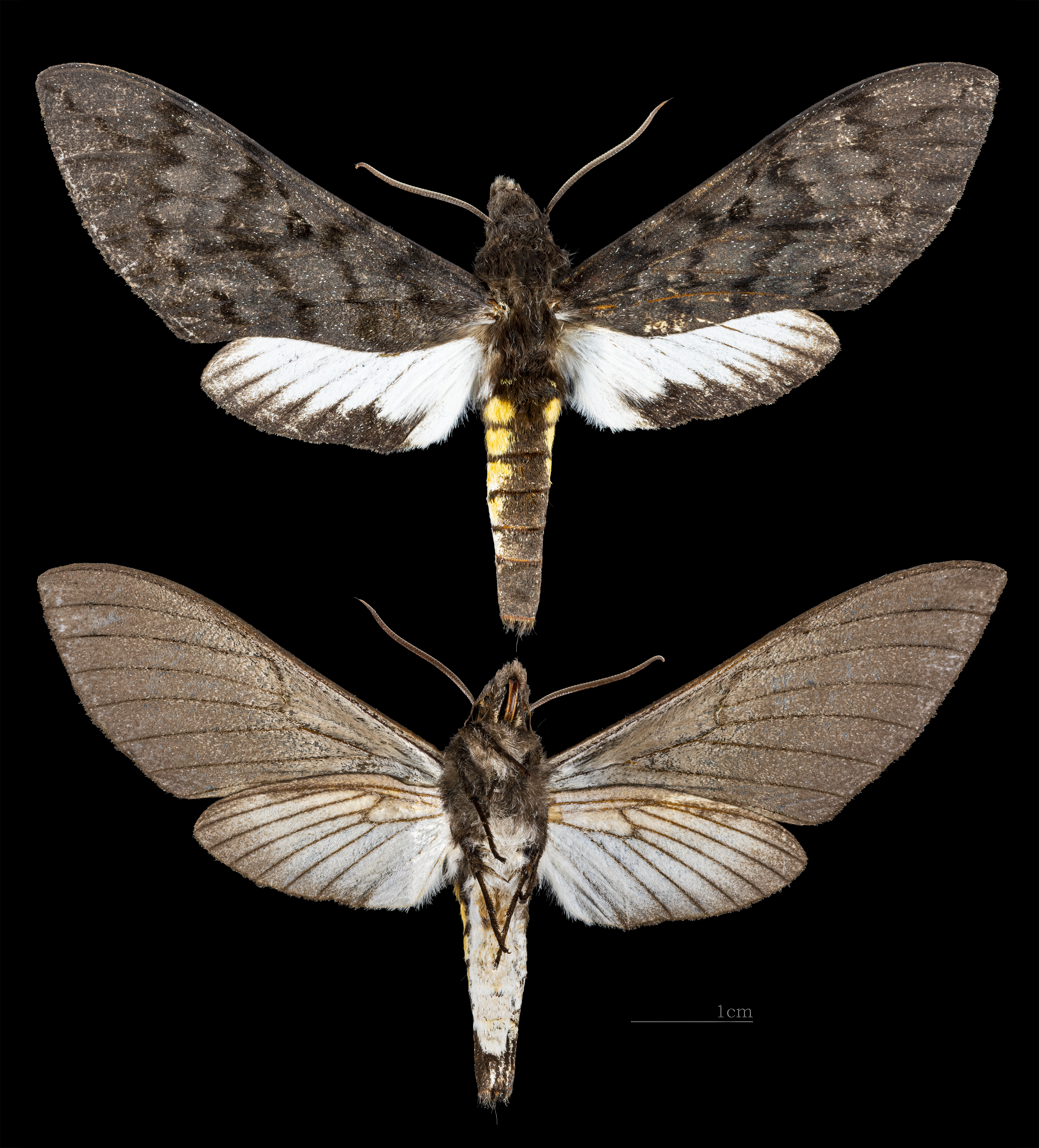
Manduca violaalba
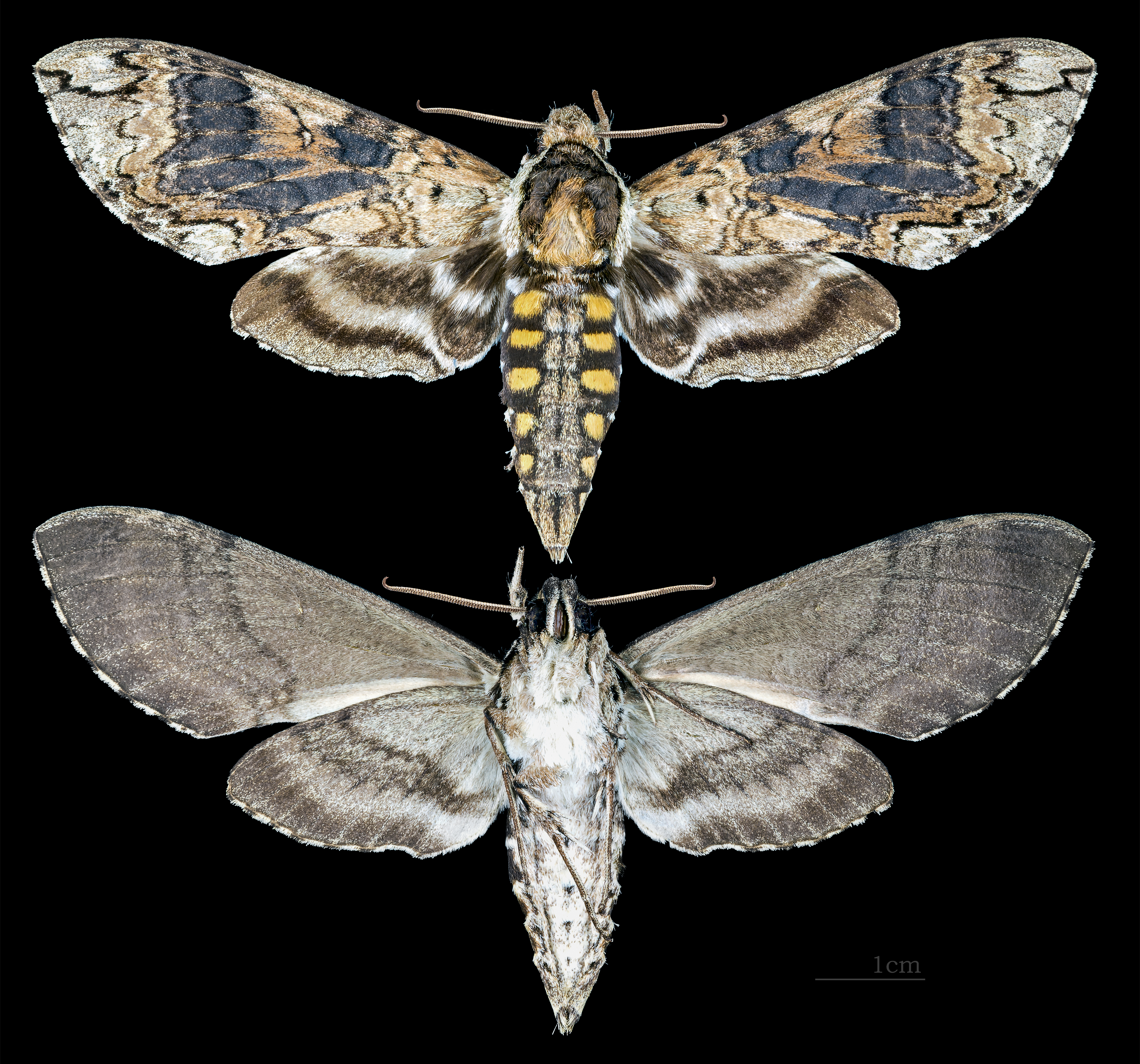
Manduca wellingi

## Belege